# Bạo động tại Ürümqi, tháng 7 năm 2009
Bạo động tại Ürümqi, tháng 7 năm 2009 là một loạt các cuộc bạo động kéo dài nhiều ngày, bắt đầu nổ ra vào ngày 5 tháng 7 năm 2009 tại Ürümqi, thủ phủ của Khu tự trị Duy Ngô Nhĩ Tân Cương, ở Tây Bắc Trung Quốc. Cuộc bạo động có sự tham gia của ít nhất 1.000 người Duy Ngô Nhĩ trong ngày đầu tiên, ban đầu chỉ là các đám đông biểu tình ôn hòa, sau đó bạo lực nhanh chóng bùng phát. Lực lượng Cảnh sát Vũ trang Nhân dân Trung Quốc đã được triển khai ngay sau đó. Hai ngày sau, hàng trăm người Hán đụng độ với cả cảnh sát và người Duy Ngô Nhĩ. Các quan chức của Trung Quốc cho biết có tổng cộng 197 người chết, hầu hết là người Hán, 1.721 người khác bị thương cùng với nhiều phương tiện cơ giới và tòa nhà bị phá hủy. Nhiều người Duy Ngô Nhĩ đã biến mất trong các cuộc truy quét quy mô lớn của cảnh sát trong những ngày sau cuộc bạo động; và số liệu thực tế còn có khả năng cao hơn nhiều.
Làn sóng bạo loạn đẫm máu được châm ngòi bởi một vụ ẩu đả tại một nhà máy đồ chơi ở miền nam Trung Quốc vài ngày trước đó, khiến hai công nhân người Duy Ngô Nhĩ thiệt mạng. Chính quyền trung ương Trung Quốc cáo buộc những người Duy Ngô Nhĩ đang sống lưu vong tại nước ngoài đã kích động bạo lực, trong đó, chính Đại hội Uyghur Thế giới (WUC) đứng đầu là Rebiya Kadeer đã đứng đằng sau vụ bạo động nhằm mục đích lật đổ chính quyền. Kadeer phủ nhận những cáo buộc này.
Các phương tiện truyền thông Trung Quốc đưa tin về vụ việc rất rộng rãi, thường được so sánh với các báo cáo về bạo động ở Tây Tạng năm 2008. Ngay khi cuộc bạo loạn nổ ra, kết nối điện thoại và Internet giữa thế giới bên ngoài và Tân Cương đã bị cắt. Trong những tuần sau đó, một số nguồn tin báo cáo rằng hơn 2.000 người Duy Ngô Nhĩ bị bắt và giam giữ; các nhà thờ Hồi giáo của người Duy Ngô Nhĩ tạm thời đóng cửa. Các dịch vụ điện thoại và Internet không được khôi phục hoàn toàn cho đến 14 tháng 5 năm 2010. Chín người bị tử hình vào tháng 11 năm 2009, và đến tháng 2 năm 2010, ít nhất 26 người đã nhận án tử hình.

## Bối cảnh
Tân Cương, một vùng đất rộng lớn ở Trung Á, là lãnh thổ tự trị trong Cộng hòa Nhân dân Trung Hoa. Thành phần sắc tộc tại đây rất đa dạng, gồm nhiều nhóm thiểu số — 45% dân cư là người Duy Ngô Nhĩ, 40% là người Hán, — là sắc dân đa số tại Trung Quốc. Thủ phủ Ürümqi là một thành phố công nghiệp hóa với 2,3 triệu người, với khoảng 75% dân cư là người Hán, 15% người Duy Ngô Nhĩ, 10% thuộc về các sắc tộc khác.
Nhìn chung, người Duy Ngô Nhĩ và chính quyền Trung Quốc bất đồng về yêu sách lịch sử với khu vực Tân Cương. Trong khi người Duy Ngô Nhĩ tin rằng tổ tiên mình là bản địa của khu vực này, trong khi chính sách của chính phủ coi Tân Cương ngày nay thuộc về Trung Quốc từ khoảng thế kỷ thứ 2 trước Công nguyên. Người Duy Ngô Nhĩ được xếp vào nhóm Dân tộc thiểu số chứ không phải là nhóm bản địa và không có đặc quyền với đất đai theo quy định. Trung Quốc tổ chức di dân từ các địa phương khác lên sinh sống tại Tân Cương, dẫn đến sự áp đảo của người Hán trong khu vực về mặt kinh tế và chính trị. Ngay từ đầu thế kỷ 19, 40 năm sau khi nhà Thanh tái kiểm soát khu vực, có khoảng 155.000 người Hán và người Hồi ở Tân Cương, trong khi số người Duy Ngô Nhĩ thì khoảng gấp hai lần số đó. Một cuộc điều tra dân số vào đầu thế kỷ 19 đã thống kê tỷ lệ sắc tộc là 30% người Hán và 60% là người Turk, trong khi điều tra dân số 1953 chỉ ghi nhận 6% người Hán và 75% người Duy Ngô Nhĩ. Tới năm 2000 là 40,57% Hán và 45,21% Duy Ngô Nhĩ. Theo số liệu của Cục Thống kê Quốc gia Trung Quốc, từ năm 1953 đến năm 1982, dân số Tân Cương tăng tới 79,9%, cao hơn nhiều so với mặt bằng chung của Trung Quốc là 45,2%. Giáo sư Stanley W. Toops đánh giá rằng tình hình nhân khẩu học ngày nay tương tự như thời kỳ đầu nhà Thanh ở Tân Cương. Ở phía bắc Tân Cương, người Mãn đưa người Hán, người Hồi, người Duy Ngô Nhĩ, người Xibe và người Kazakh nhập cư đến vùng đất sau khi họ tiêu diệt người Zunghar trong khu vực. Một phần ba dân số phía bắc Tân Cương là người Hồi và người Hán, trong khi khoảng hai phần ba dân số ở khu vực lòng chảo Tarim ở phía nam là người Duy Ngô Nhĩ.
Mặc dù chính sách dân tộc thiểu số của Trung Quốc hiện nay đã góp phần giữ gìn và phát huy bản sắc văn hóa dân tộc Duy Ngô Nhĩ, một số học giả cho rằng Bắc Kinh ủng hộ một cách không chính thức mô hình đơn ngữ, đơn văn hóa dựa trên số đông. Các nhà chức trách cũng đàn áp bất kỳ hoạt động nào có vẻ như cấu thành chủ nghĩa ly khai. Những chính sách này, bên cạnh khác biệt về văn hóa lâu đời, đôi khi đã dẫn đến những "hiềm khích" giữa người Duy Ngô Nhĩ và người Hán. Một mặt, do kết quả của các chính sách của chính phủ, quyền tự do tôn giáo và đi lại của người Duy Ngô Nhĩ bị hạn chế, hầu hết người Duy Ngô Nhĩ lập luận rằng chính phủ coi thường lịch sử và văn hóa truyền thống của họ. Mặt khác, một số người Hán cho rằng người Duy Ngô Nhĩ được đối xử đặc biệt, chẳng hạn như cộng điểm đại học và được miễn chính sách một con.
Mâu thuẫn sắc tộc giữa người Duy Ngô Nhĩ và người Hán đã tồn tại từ nhiều thập kỷ, thỉnh thoảng bùng lên thành bạo lực sắc tộc và Tân Cương là địa điểm thường xuyên của các vụ bạo động và xung đột sắc tộc, tiêu biểu như sự cố Ghulja năm 1997, vụ tấn công Kashgar năm 2008, tình trạng bất ổn lan rộng trước Thế vận hội Olympic ở Bắc Kinh.

### Nguyên nhân trực tiếp
Bạo loạn diễn ra vài ngày sau một vụ ẩu đả ở Thiều Quan, Quảng Đông, nơi nhiều lao động nhập cư được tuyển dụng để giảm bớt tình trạng thiếu lao động. Theo truyền thông nhà nước, một cựu công nhân bất mãn đã thêu dệt tin đồn vào cuối tháng Sáu rằng 6 người Duy Ngô Nhĩ hiếp dâm 2 phụ nữ người Hán tại một nhà máy. Các nguồn tin sau đó cho biết không tìm thấy bằng chứng nào cho cáo buộc hiếp dâm. Đêm ngày 25-26 tháng 6, căng thẳng tại nhà máy dẫn đến một cuộc ẩu đả sắc tộc gay gắt giữa người Duy Ngô Nhĩ và người Hán khiến hai công nhân người Duy Ngô Nhĩ thiệt mạng. Theo những người Duy Ngô Nhĩ sống lưu vong tại nước ngoài, số người chết trong vụ án tại Quảng Đông có thể cao hơn nhiều so với báo cáo. Trong khi Tân Hoa xã chính thức đưa tin rằng người tung tin đồn đã bị bắt, người Duy Ngô Nhĩ cáo buộc rằng chính quyền thất bại trong việc bảo vệ công nhân Duy Ngô Nhĩ, hoặc bắt giữ những người Hán nào liên quan. Họ xuống đường biểu tình ở Ürümqi vào ngày 5 tháng 7 để thể hiện bất bình và yêu cầu nhà chức trách mở cuộc điều tra toàn diện và minh bạch về vụ việc trên.

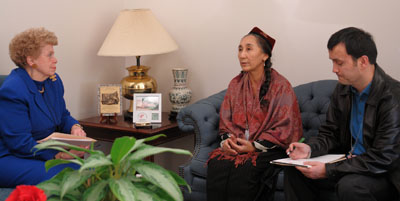
Chính phủ Trung Quốc cáo buộc rằng Rebiya Kadeer (giữa) đứng sau xúi giục bạo loạn.

Cuộc biểu tình bắt đầu tương đối ôn hòa. Tuy nhiên, bạo lực nhanh chóng bùng phát. Các quan chức chính phủ nói rằng vụ bạo động là "tội ác bạo lực có tổ chức" được "xúi giục, chỉ đạo từ nước ngoài và tiến hành bởi những kẻ ngoài vòng pháp luật". Nur Bekri, chủ tịch Tân Cương, hôm 6 tháng 7 cho biết các lực lượng ly khai ở nước ngoài đã lợi dụng vụ việc ở Thiều Quan để kích động tình hình bất ổn, phá hoại đoàn kết dân tộc và ổn định xã hội. Chính phủ cáo buộc Đại hội Uyghur Thế giới đứng đầu là Kadeer đã đứng sau và xúi giục các cuộc bạo động, trích dẫn các bài phát biểu trước công chúng của cô sau tình hình bất ổn ở Tây Tạng và các đoạn ghi âm điện thoại của cô. Các nhà chức trách Trung Quốc cáo buộc một người đàn ông mà họ cho là thành viên của WUC đã kích động căng thẳng sắc tộc bằng cách phát tán một video bạo lực và kêu gọi người Duy Ngô Nhĩ, trong một diễn đàn trực tuyến, đứng lên chống lại Hán bằng bạo lực. Jirla Isamuddin, thị trưởng Ürümqi, tuyên bố rằng những người biểu tình đã tổ chức trực tuyến thông qua các nền tảng như QQ. Kadeer phủ nhận việc kích động bạo lực và lập luận rằng các cuộc bạo động Ürümqi xảy ra là do sự giám sát nghiêm ngặt, nỗi bất bình đối với sự việc Thiều Quan và tích tụ nhiều năm bị đàn áp, chứ không phải do sự ảnh hưởng của các nhóm ly khai hoặc khủng bố. Một số nguồn tin từ người Duy Ngô Nhĩ ở nước ngoài cũng cho hay bạo lực chỉ bùng phát sau khi cảnh sát dùng bạo lực giải tán đám đông tuần hành ôn hòa.
Phần lớn đều đồng ý rằng các cuộc biểu tình được chuẩn bị từ trước; các điểm tranh cãi chính là liệu bạo lực được lên kế hoạch hay tự phát, và liệu những căng thẳng có phản ánh khuynh hướng ly khai hay mong muốn công bằng xã hội.

## Diễn biến

### Các cuộc biểu tình ban đầu

Các vị trí đã xảy ra các cuộc biểu tình và đối đầu

Các cuộc biểu tình bắt đầu vào tối ngày 5 tháng 7 ở Grand Bazaar, một địa điểm du lịch nổi bật. Một số nhân chứng cho rằng cuộc biểu tình có sự tham gia của khoảng 1.000 người Duy Ngô Nhĩ. Vào ngày 6 tháng 7, chủ tịch Khu tự trị người Duy Ngô Nhĩ tại Tân Cương, Nur Bekri, đã trình bày các sự kiện ngày hôm trước, theo đó vào khoảng 5 giờ chiều theo giờ địa phương, hơn 200 người biểu tình đã tập trung tại Quảng trường Nhân dân, và khoảng 70 thủ lĩnh của các cuộc biểu tình bị bắt giữ. Sau đó, đám đông tụ tập tại các khu định cư của người Duy Ngô Nhĩ ở đường Nam Giải Phóng, cầu Nhị Đáo và hẻm Sơn Tây. Đến 7 giờ 30 phút tối, hơn một nghìn người đã tập trung trước một bệnh viện ở hẻm Sơn Tây. Khoảng 7 giờ 40 phút tối, hơn 300 người đã chặn các con đường ở đường Nhân Dân và địa khu Nam Môn. Theo Bekri, những kẻ bạo động bắt đầu đập phá xe buýt lúc 8:18 tối, sau khi cảnh sát khống chế và giải tán đám đông.
Không rõ tại sao các cuộc biểu tình lại trở thành bạo lực. Một số người nói rằng cảnh sát đã sử dụng vũ lực quá mức đối với những người biểu tình; Kadeer cáo buộc rằng có những kẻ kích động bạo lực trong đám đông. Trong khi đó, quan điểm chính thức của chính phủ là bạo lực không chỉ do những người biểu tình khởi xướng, mà còn do những người ly khai Duy Ngô Nhĩ ở nước ngoài lên kế hoạch và điều phối. Cơ quan công an địa phương cho biết đã tìm thấy bằng chứng cho thấy nhiều người Duy Ngô Nhĩ từ các thành phố khác đến tụ tập cho cuộc bạo động và bắt đầu chuẩn bị vũ khí từ hai hoặc ba ngày trước khi xảy ra bạo loạn.

### Leo thang và lan rộng
Sau khi cuộc đối đầu với cảnh sát trở nên bạo lực, những kẻ bạo loạn bắt đầu ném đá, đập phá xe cộ, đột nhập vào các cửa hàng và tấn công dân thường người Hán. Ít nhất 1.000 người Duy Ngô Nhĩ đã tham gia vào cuộc bạo động, và số người có thể đã lên tới 3.000. Jane Macartney của tờ The Times mô tả nạn nhân trong cuộc bạo loạn ngày đầu tiên chủ yếu là người Hán bị các nhóm người Duy Ngô Nhĩ tấn công; trong khi một báo cáo trên tờ The Australian vài tháng sau cho rằng những người Duy Ngô Nhĩ ôn hòa cũng có thể bị tấn công. Mặc dù phần lớn những người bạo loạn là người Duy Ngô Nhĩ nhưng không phải tất cả người Duy Ngô Nhĩ tham gia. Có những câu chuyện kể về những dân thường người Hán và người Duy Ngô Nhĩ giúp nhau thoát khỏi bạo lực và ẩn náu. Khoảng 1.000 cảnh sát được điều động; sử dụng dùi cui, đạn thật, súng điện, hơi cay và vòi rồng để giải tán những kẻ bạo loạn, lập rào chắn và bố trí xe bọc thép khắp thành phố.
Trong một cuộc họp báo, thị trưởng Jirla Isamuddin nói rằng vào khoảng 8:15 tối, một số người biểu tình bắt đầu  cướp phá, lật đổ lan can bảo vệ và đập phá ba chiếc xe buýt trước khi bị giải tán. Vào lúc 8:30 tối, bạo lực leo thang xung quanh khu vực đường Nam Giải Phóng và đường Long Tuyền, những kẻ bạo loạn đốt cháy xe tuần tra của cảnh sát và tấn công người qua đường. Ngay sau đó, khoảng 700 đến 800 người đã đi từ Quảng trường Nhân dân đến khu vực Đại Tây Môn và Tiểu Tây Môn, đập phá, cướp bóc, và giết chóc trên đường đi. Vào lúc 9:30 tối, chính phủ nhận được báo cáo rằng 3 người thiệt mạng và 26 người bị thương, 6 trong số đó là cảnh sát. Lực lượng tiếp viện đã được điều động đến các điểm nóng trên đường Nhân Dân, Nam Môn, Đoàn Kết, Diên An và Nam Tân Hoa. Cảnh sát giành lại kiểm soát các tuyến đường chính và các khu thương mại trong thành phố vào khoảng 10 giờ nhưng bạo loạn vẫn tiếp diễn ở các con phố và ngõ nhỏ, với người Hán bị tấn công và ô tô bị lật hoặc đốt cháy. Cảnh sát sau đó thành lập các đội nhỏ và càn quét toàn bộ thành phố trong hai ngày tiếp theo. Một lệnh giới nghiêm nghiêm ngặt được đưa ra để tránh tình trạng hỗn loạn gia tăng.
Tân Hoa Xã đưa tin cảnh sát cho rằng những kẻ kích động đang cố gắng tổ chức thêm các cuộc bạo loạn ở những khu vực khác tại Tân Cương, chẳng hạn như Aksu và Ili. Các cuộc biểu tình bạo lực cũng nổ ra ở Kashgar, thuộc phía tây nam Tân Cương. Tờ South China Morning Post đưa tin nhiều cửa hàng bị đóng cửa và các khu vực xung quanh nhà thờ Hồi giáo đã bị quân Giải phóng Nhân dân Trung Quốc phong tỏa sau các cuộc đối đầu. Những người Duy Ngô Nhĩ địa phương đổ lỗi cho lực lượng an ninh sử dụng vũ lực quá mức - họ "tấn công những người biểu tình và bắt giữ 50 người". Một cuộc đụng độ khác được báo cáo gần nhà thờ Hồi giáo vào thứ Ba, ngày 7 tháng 7 và ước tính khoảng 50 người đã bị bắt giữ. Có tới 12.000 sinh viên tại Học viện Giảng dạy Kashgar bị giới hạn di chuyển trong khuôn viên trường kể từ cuộc bạo động hôm Chủ nhật. Nhiều sinh viên của viện dường như đã đến Ürümqi để biểu tình.

### Thương vong và thiệt hại
Trong những giờ đầu tiên của cuộc bạo động, truyền thông nhà nước đưa tin rằng ba người đã thiệt mạng. Tuy nhiên, con số này tăng mạnh sau đêm đầu tiên. Vào giữa trưa Thứ Hai, 6 tháng 7, Tân Hoa Xã thông báo rằng 129 người đã chết. Trong những ngày tiếp theo, số người chết được báo cáo từ nhiều nguồn chính phủ (bao gồm cả Tân Hoa Xã và các quan chức địa phương) dần dần tăng lên, và bản cập nhật chính thức cuối cùng vào ngày 18 tháng 7 là 197 người chết, 1.721 người bị thương. Đại hội Uyghur Thế giới tuyên bố rằng số người chết là khoảng 600.
Tân Hoa Xã không tiết lộ ngay lập tức về thành phần dân tộc của những người thiệt mạng. Tới ngày 10 tháng 7, Tân Hoa Xã cho biết trong tổng số 184 người chết được báo cáo vào thời điểm đó, 137 người là người Hán, 46 người là người Duy Ngô Nhĩ và 1 người là người Hồi. Có những người chết trong số tham gia bạo động, như thông tin chính thức, một nhóm 12 người tấn công dân thường đã bị cảnh sát bắn. Trong những tháng sau cuộc bạo loạn, chính phủ vẫn giữ nguyên quan điểm rằng phần lớn thương vong là người Hán còn một số bệnh viện cho biết 2/3 số người bị thương là người Hán. Theo số liệu do chính phủ Trung Quốc công bố vào tháng 8 năm 2009, 134 trong số 156 nạn nhân thường dân là người Hán, 11 người Hồi, 10 người Duy Ngô Nhĩ và 1 người Mãn Châu. Nhiều nhà hoạt động người Duy Ngô Nhĩ tiếp tục đặt nghi vấn về số liệu của chính phủ, nói rằng số lượng người dân tộc Duy Ngô Nhĩ vẫn còn thấp. Tân Hoa Xã đưa tin rằng 627 phương tiện và 633 công trình xây dựng bị hư hỏng.
Chính quyền thành phố Ürümqi ban đầu thông báo rằng họ sẽ bồi thường 200.000 nhân dân tệ, cộng với 10.000 nhân dân tệ làm chi phí tang lễ cho mỗi trường hợp vô tội tử vong do bạo loạn gây ra. Khoản tiền bồi thường sau đó được tăng gấp đôi lên 420.000 tệ cho mỗi trường hợp tử vong. Thị trưởng Jirla Isamuddin ước tính rằng các khoản bồi thường ít nhất là 100 triệu nhân dân tệ.

### Sau ngày 5 tháng 7
Sau sự kiện ngày 5 tháng 7, tình hình nội thành vẫn căng thẳng trong khi các nhà báo được mời vào thành phố chứng kiến cảnh đối đầu giữa quân đội Trung Quốc và người Duy Ngô Nhĩ đòi trả tự do cho người nhà mà họ cho rằng đã bị bắt một cách vô lý. Một phụ nữ Duy Ngô Nhĩ nói với phóng viên The Daily Telegraph rằng cảnh sát ập vào các khu người Duy Ngô Nhĩ trong đêm 6 tháng 7, phá cửa, kéo đàn ông và con trai ra khỏi giường và tóm gọn 100 nghi phạm. Đến ngày 7 tháng 7, các quan chức báo cáo rằng 1.434 người bị tình nghi là bạo loạn đã bị bắt giữ. Một nhóm từ 200 đến 300 phụ nữ địa phương tập hợp vào ngày 7 tháng 7 để phản đối những gì họ nói là giam giữ bừa bãi; cuộc biểu tình dẫn đến một cuộc đối đầu phi bạo lực với lực lượng cảnh sát. Kadeer tuyên bố rằng "gần 10.000 người" mất tích chỉ sau một đêm. Tổ chức Theo dõi Nhân quyền (HRW) sau đó đã ghi nhận 43 trường hợp người Duy Ngô Nhĩ biến mất sau khi bị lực lượng an ninh Trung Quốc bắt đi trong các cuộc truy quét quy mô lớn các khu dân cư Duy Ngô Nhĩ ngay sau cuộc bạo loạn, và nói rằng điều này có khả năng chỉ là phần nổi của tảng băng chìm; cáo buộc rằng những người nam trẻ, chủ yếu ở độ tuổi 20, đã bị bắt giữ bất hợp pháp và không được nhìn thấy kể từ đó.
Vào ngày 7 tháng 7, đã có các cuộc biểu tình vũ trang quy mô lớn của người Hán ở Ürümqi. Các ước tính về số lượng người biểu tình của báo chí phương Tây dao động từ "hàng trăm" đến cao nhất là 10.000 người. Các ẩu đả nhỏ  thường xuyên nổ ra giữa người Duy Ngô Nhĩ và người Hán, các nhóm người Hán tổ chức lại để trả thù đám đông Duy Ngô Nhĩ. Cảnh sát sử dụng hơi cay và rào chắn để giải tán cuộc biểu tình và kêu gọi người Hán bình tĩnh và để cảnh sát làm nhiệm vụ. Lật Trí, bí thư Thành ủy Ürümqi, đứng trên nóc xe cảnh sát với loa kêu gọi đám đông về nhà.
Các cuộc biểu tình quần chúng nhanh chóng bị dập tắt, tuy nhiên nhiều vụ bạo lực lẻ tẻ đã được báo cáo. Trong những ngày sau bạo loạn, hàng nghìn người cố gắng rời khỏi thành phố và giá vé xe buýt đã tăng gấp 5 lần.
Vào ngày 10 tháng 7, chính quyền thành phố đóng cửa các nhà thờ Hồi giáo ở Ürümqi vì sự an toàn của cộng đồng, nói rằng quá nguy hiểm để có những cuộc tụ tập đông người và tổ chức Jumu'ah, có thể làm gia tăng căng thẳng. Tuy nhiên, đám đông người Duy Ngô Nhĩ vẫn tụ tập để cầu nguyện và cảnh sát quyết định cho phép hai nhà thờ Hồi giáo được mở cửa để tránh xảy ra xung đột. Sau khi cầu nguyện tại Nhà thờ Trắng, vài trăm người đã biểu tình phản đối việc giam giữ sau cuộc bạo động, nhưng đã bị cảnh sát chống bạo động giải tán, với năm hoặc sáu người bị bắt giữ.
Hơn 300 người khác bị bắt vào đầu tháng 8. Theo The New York Times, tổng số vụ bắt giữ liên quan đến bạo loạn có thể lên đến trên 2.000 người. Tờ Financial Times ước tính con số này còn cao hơn, trích lời một người trong cuộc nói rằng khoảng 4.000 vụ bắt giữ đã diễn ra vào giữa tháng 7 và các nhà tù của Ürümqi đã chật kín đến mức những người mới bị bắt đang bị giam giữ trong một nhà kho của Quân đội Giải phóng Nhân dân. Theo Hiệp hội người Duy Ngô Nhĩ tại Mỹ, một số nhà báo và blogger người Duy Ngô Nhĩ khác cũng bị giam giữ sau cuộc bạo động; một trong số họ, nhà báo Gheyret Niyaz, sau đó đã bị kết án 15 năm tù vì đã nói chuyện với truyền thông nước ngoài. Ilham Tohti, một nhà kinh tế học người Duy Ngô Nhĩ tại Đại học Dân tộc, Trung Quốc, đã bị bắt sau cuộc bạo động.

## Phản ứng

### Phản ứng trong nước

#### Cắt kết nối điện thoại và Internet
Dịch vụ điện thoại di động và truy cập Internet bị hạn chế cả trong và sau cuộc bạo động. Dịch vụ điện thoại của China Mobile bị cắt để ngăn cuộc biểu tình lan rộng hơn. Các cuộc gọi đi quốc tế, nhắn tin SMS và kết nối Internet trong khu vực bị chặn. Khách sạn Hoi Tak nơi các nhà báo nước ngoài ở là nơi trong những nơi duy nhất trong thành phố có kết nối Internet. Nhiều bài đăng trái phép trên các trang địa phương và Google đã bị kiểm duyệt xóa bỏ. Tuy nhiên, các hình ảnh và đoạn phim ghi lại các cuộc biểu tình và bạo loạn đã sớm được đăng tải trên Twitter, YouTube và Flickr. Nhiều trang web có trụ sở tại Tân Cương không thể truy cập được, trong khi truy cập Internet tại Ürümqi vẫn bị hạn chế gần một năm sau cuộc bạo động, không được khôi phục cho đến ngày 14 tháng 5 năm 2010.

#### Chính quyền
Đài truyền hình nhà nước Trung Quốc phát sóng cảnh xe hơi bị đập phá và người dân bị đánh đập. Chủ tịch Tân Cương Nur Bekri đã có một bài phát biểu dài về tình hình và sự việc ở Thiều Quan, đồng thời tuyên bố rằng chính quyền của cả Quảng Đông và Tân Cương xử lý các công nhân tử vong một cách thích đáng và tôn trọng. Bekri tiếp tục lên án cuộc bạo loạn là được tính toán trước và có kế hoạch; trong khi Chủ tịch Ủy ban Thường vụ Đại hội Nhân dân Khu vực Tân Cương đổ lỗi cho chủ nghĩa cực đoan, chủ nghĩa ly khai và khủng bố.

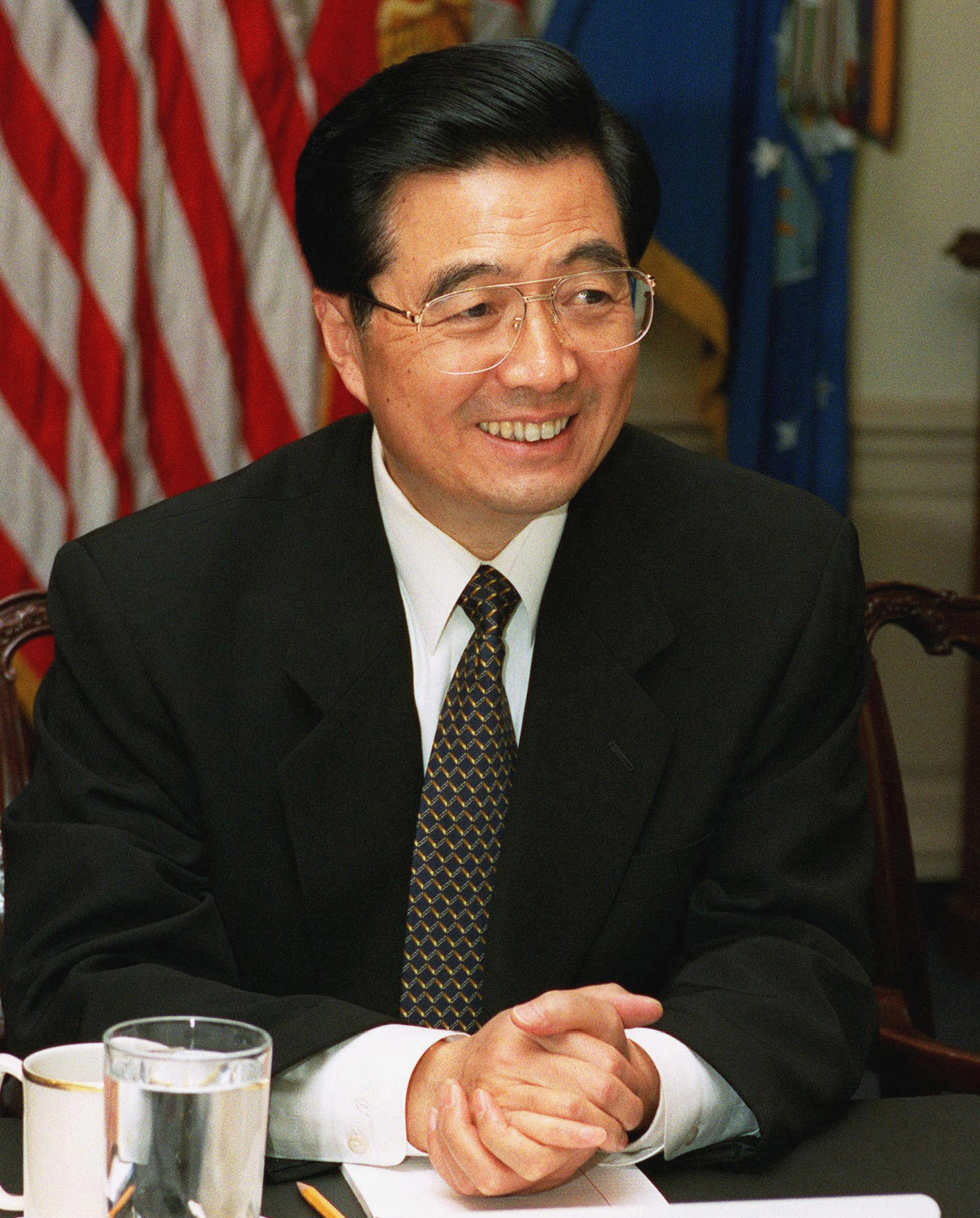
Cuộc bạo loạn đã khiến Hồ Cẩm Đào trở về từ hội nghị thượng đỉnh G8 sớm hơn dự kiến.

Các phương tiện truyền thông Trung Quốc đã đưa tin rộng rãi về vụ bạo loạn. Vài giờ sau khi quân đội ngăn chặn bạo loạn, nhà nước mời các nhà báo nước ngoài tham gia chuyến đi tìm hiểu thực tế chính thức đến Ürümqi; với hơn 150 nhà báo từ hơn 80 tổ chức truyền thông đều tập trung vào khách sạn Hoi Tak ở trung tâm thành phố. Các nhà báo được cho phép tiếp cận các điểm nóng xung đột và bệnh viện. Tờ Financial Times gọi cách xử lý này là tiến bộ so với thảm họa quan hệ công chúng ở vụ việc bất ổn Tây Tạng năm 2008.
Trong nỗ lực xoa dịu căng thẳng ngay sau bạo động, truyền thông nhà nước tổ chức các hoạt động tuyên truyền quy mô lớn ca ngợi sự hòa hợp sắc tộc ở nhiều vùng khác nhau của Tân Cương. Các chương trình địa phương mời các ca sĩ Duy Ngô Nhĩ và các ca sĩ Hán cùng hát "Chúng ta là một gia đình". Những người Duy Ngô Nhĩ "hành động anh hùng" trong cuộc bạo loạn đã được tuyên dương; những chiếc xe kéo khẩu hiệu trên khắp đường phố. Một trong số đó cảnh báo chống lại "ba thế lực" là khủng bố, chủ nghĩa ly khai và chủ nghĩa cực đoan.
Chủ tịch nước kiêm Tổng Bí thư Đảng Cộng sản Trung Quốc Hồ Cẩm Đào cắt ngắn chuyến công du châu Âu, trong đó có tham dự hội nghị thượng đỉnh G8, triệu tập cuộc họp khẩn của Bộ Chính trị và cử Ủy viên Thường vụ Chu Vĩnh Khang đến Tân Cương để giữ gìn ổn định. Bí thư tỉnh ủy Quảng Đông Uông Dương lưu ý rằng các chính sách của chính phủ đối với người dân tộc thiểu số chắc chắn cần điều chỉnh, nếu không sẽ có rắc rối. Một nhân viên chịu trách nhiệm điều phối an ninh, cho biết các nhà chức trách có kế hoạch điều thêm quân từ các khu vực khác để nâng số lượng cảnh sát lên tới 130.000 người trước lễ kỷ niệm 60 năm vào tháng 10.
Sau vụ việc, chính phủ Cộng hòa Nhân dân Trung Hoa gây áp lực ngoại giao lên các nước mà Kadeer dự định đến thăm. Vào cuối tháng 7, Ấn Độ đã từ chối cấp thị thực cho Kadeer "theo lời khuyên của Bắc Kinh". Bắc Kinh cũng triệu tập đại sứ Nhật Bản để phản đối chuyến đi của Kadeer đến Nhật Bản. Khi Kadeer đến thăm Australia vào tháng 8 để quảng bá cho bộ phim về cuộc đời cô, Trung Quốc chính thức khiếu nại với chính phủ Australia và yêu cầu thu hồi bộ phim.

#### Phản ứng của cư dân mạng
Cư dân mạng Trung Quốc đã phản ứng với các cuộc bạo động một cách đa dạng hơn đáng kể so với các quan chức. Bất chấp ngăn chặn và kiểm duyệt, người dùng Internet vẫn tiếp tục cố gắng bày tỏ ý kiến về nguyên nhân của vụ việc hoặc bày tỏ sự tức giận trước bạo lực. Trong khi một số blogger ủng hộ chính phủ, những người khác phản ánh nhiều hơn về nguyên nhân sâu xa của sự kiện. Trên nhiều diễn đàn và trang tin tức, các nhân viên chính phủ nhanh chóng gỡ bỏ những bình luận về vụ bạo loạn. Các chủ đề phổ biến là kêu gọi trừng phạt những người có trách nhiệm. Một số bài đăng cũng đề cập rằng một bộ phận người Hán và các dân tộc khác rất tôn sùng Vương Chấn, thế nhưng nhiều người Duy Ngô Nhĩ sợ ông vì sự đàn áp sau khi Cộng hòa Nhân dân Trung Hoa chiếm Tân Cương năm 1949.

### Phản ứng quốc tế

#### Các tổ chức liên chính phủ
- Liên hợp quốc: Tổng thư ký Ban Ki-moon kêu gọi tất cả các bên thực hiện kiềm chế, và kêu gọi Trung Quốc thực hiện các biện pháp bảo vệ dân thường cũng như tôn trọng các quyền tự do của công dân, bao gồm tự do ngôn luận, hội họp và thông tin.[90] Giám đốc nhân quyền Navanethem Pillay cho biết bà được báo động về "số lượng người thiệt mạng và bị thương quá cao trong vòng chưa đầy một ngày xảy ra bạo loạn." Bà cũng cho biết Trung Quốc phải đối xử nhân đạo với những người bị bắt giữ theo cách tuân thủ các chuẩn mực quốc tế.[91]
- Tổ chức Hợp tác Thượng Hải: cho biết họ thông cảm với các thành viên gia đình những người vô tội thiệt mạng trong cuộc bạo loạn; nhấn mạnh rằng các quốc gia thành viên coi Tân Cương là một phần bất khả xâm phạm của Cộng hòa Nhân dân Trung Hoa và tin rằng tình hình ở Tân Cương hoàn toàn là công việc nội bộ của Trung Quốc.[92] Bộ trưởng Ngoại giao Nga Sergey Lavrov  lên án những kẻ bạo loạn vì sử dụng các khẩu hiệu ly khai và kích động mâu thuẫn sắc tộc.[93] Các quan chức từ cả hai nước láng giềng Kazakhstan và Kyrgyzstan cho biết đã chuẩn bị tinh thần cho dòng người tị nạn và thắt chặt kiểm soát biên giới.[94][95]
- Tổ chức Hợp tác Hồi giáo: chỉ trích việc sử dụng vũ lực quá mức, kêu gọi Bắc Kinh nhanh chóng đưa những người chịu trách nhiệm ra công lý và thúc giục Trung Quốc điều tra nguyên nhân vụ việc, tìm giải pháp cho tình trạng bất ổn.[96]
- Liên minh châu Âu: các nhà lãnh đạo bày tỏ quan ngại và kêu gọi chính phủ Trung Quốc thể hiện sự kiềm chế trong việc đối phó với các cuộc biểu tình.[96] Tổng thống Ý Giorgio Napolitano đưa ra vấn đề nhân quyền trong cuộc họp báo với Hồ Cẩm Đào, và nói rằng tiến bộ kinh tế và xã hội đang đạt được ở Trung Quốc đặt ra những yêu cầu mới về nhân quyền. Phát ngôn viên của Thủ tướng Anh Gordon Brown kêu gọi các bên kiềm chế.[97]

#### Quốc gia
Thổ Nhĩ Kỳ bày tỏ "nỗi buồn sâu sắc" và kêu gọi các nhà chức trách Trung Quốc đưa thủ phạm ra trước công lý. Recep Tayyip Erdoğan so sánh vụ việc giống như một cuộc "diệt chủng", trong khi Bộ trưởng Thương mại và Công nghiệp Nihat Ergün kêu gọi tẩy chay hàng hóa Trung Quốc. Bạo lực chống lại người Duy Ngô Nhĩ cũng kích động nhiều người Thổ Nhĩ Kỳ tụ tập phản đối Trung Quốc, chủ yếu nhắm vào các đại sứ quán và lãnh sự quán ở các thành phố khác nhau của Thổ Nhĩ Kỳ. Lập trường của Thổ Nhĩ Kỳ đã gây ra làn sóng phản đối đáng kể từ truyền thông Trung Quốc.
Các quốc gia Ả Rập ủng hộ Trung Quốc về mặt chính trị trong OIC, đặc biệt là Ả Rập Xê-út và Ai Cập, giúp Trung Quốc phủ quyết bất kỳ sáng kiến chống Trung Quốc nào của Tổ chức Hợp tác Hồi giáo. Ai Cập cho rằng mình cũng có vấn đề tôn giáo như Trung Quốc, và Sudan cũng lo lắng về việc các thế lực bên ngoài can thiệp vào công việc nội bộ. Indonesia phải đối phó với các phần tử Hồi giáo trong nước, nhấn mạnh rằng không có xung đột tôn giáo hay bạo loạn sắc tộc ở Tân Cương để làm dịu tình hình. Pakistan, Ả Rập Xê-út và Ai Cập đã giúp Trung Quốc đưa ra tuyên bố chung về tình hình Tân Cương trong OIC. Liên đoàn Ả Rập, Ả Rập Xê-út và Iran không phản ứng công khai về tình hình này. Trung Quốc đã xây dựng mối quan hệ bền chặt hơn với Iran và Ả Rập Xê-út do ảnh hưởng của họ trong thế giới Hồi giáo.
Afghanistan, Campuchia và Việt Nam cho biết họ tin rằng Trung Quốc đang áp dụng các biện pháp phù hợp để lập lại trật tự công cộng và sự ổn định, tuyên bố ủng hộ toàn vẹn lãnh thổ và chủ quyền của Trung Quốc tại Khu tự trị dân tộc Duy Ngô Nhĩ Tân Cương.

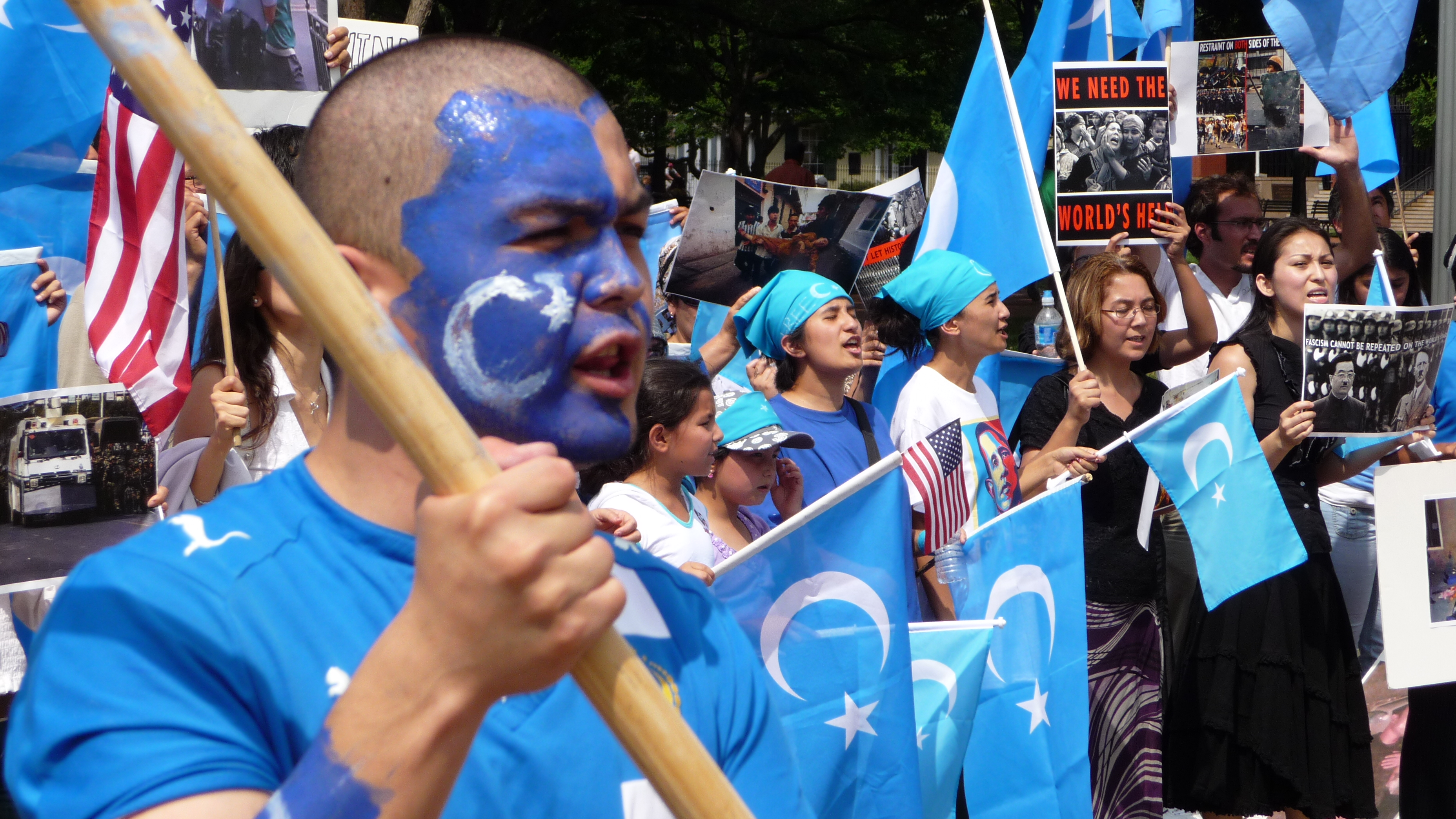
Cuộc biểu tình của người Duy Ngô Nhĩ ở Washington, D.C.

Chính phủ Nhật Bản bày tỏ sự quan tâm và chú ý theo dõi tình hình; Singapore kêu gọi kiềm chế và đối thoại, trong khi chính phủ Đài Loan lên án mạnh mẽ tất cả những kẻ chủ mưu. Thủ tướng Lưu Triệu Huyền cũng kêu gọi kiềm chế và bày tỏ hy vọng rằng chính quyền Trung Quốc sẽ thể hiện sự khoan dung lớn nhất có thể trong việc giải quyết hậu quả và tôn trọng quyền của người dân tộc thiểu số. Đài Loan từ chối cấp thị thực cho Kadeer, với cáo buộc cô có liên hệ với Phong trào Hồi giáo Đông Turkestan.

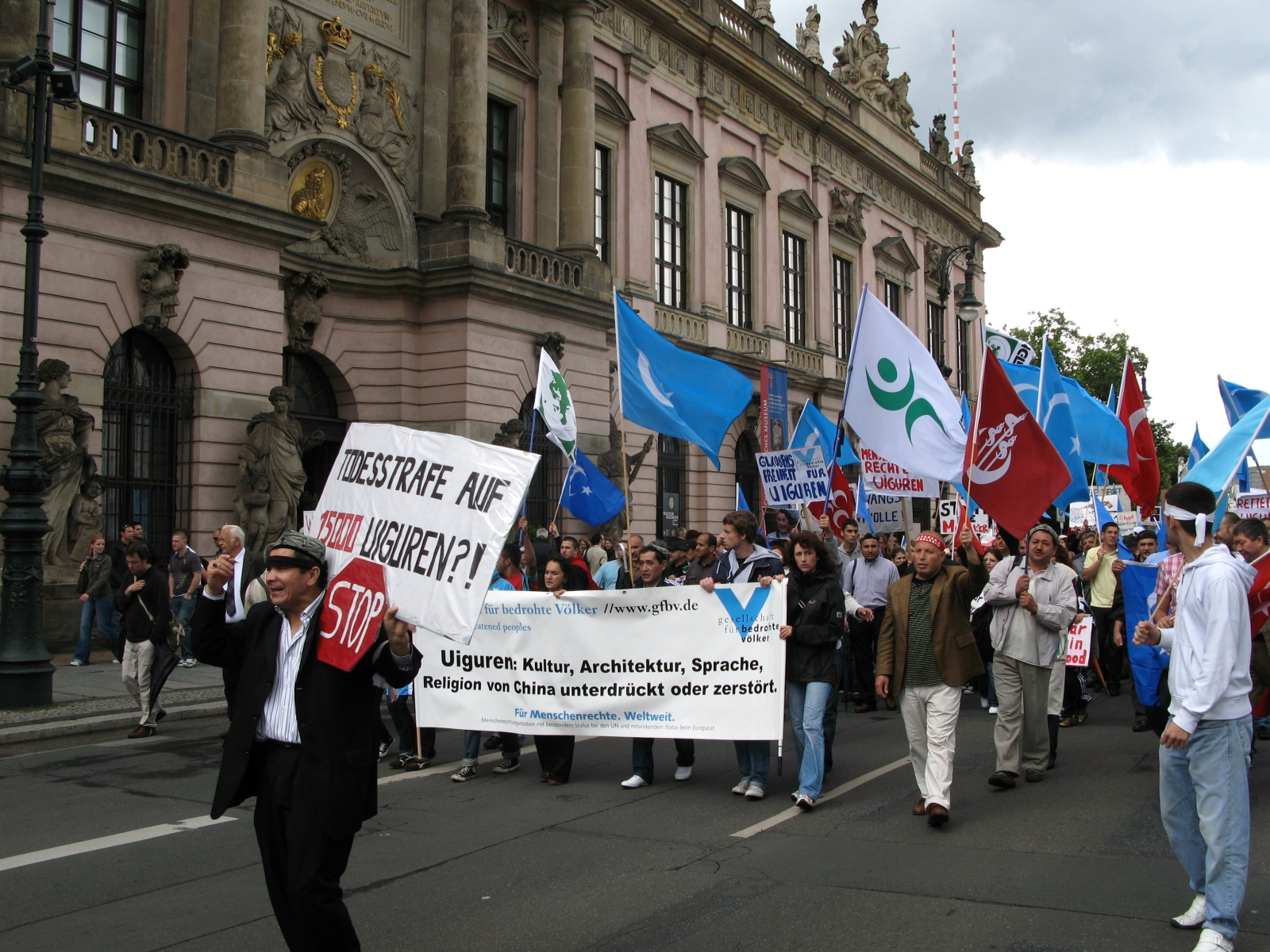
Biểu tình ở Berlin

Thụy Sĩ kêu gọi kiềm chế, đồng thời gửi lời chia buồn tới gia đình các nạn nhân, đồng thời kêu gọi Trung Quốc tôn trọng quyền tự do ngôn luận và báo chí.
Các cuộc biểu tình bạo lực đã nổ ra ở Hà Lan và Na Uy. Đại sứ quán Trung Quốc tại Hà Lan bị các nhà hoạt động Duy Ngô Nhĩ tấn công, cửa sổ bị gạch đập vỡ. Đã có 142 người bị bắt giữ và Trung Quốc đóng cửa đại sứ quán trong ngày. Trong khi đó tại Đức, cảnh sát cho biết bom lửa đã được ném vào lãnh sự quán Trung Quốc ở thành phố Munich, miền nam nước Đức vào ngày 6 tháng 7, gây hư hỏng nhẹ mặt tiền và làm cháy quốc kỳ Trung Quốc. Ở Na Uy, khoảng 100 người Duy Ngô Nhĩ biểu tình bên ngoài đại sứ quán Trung Quốc tại Oslo. Những người biểu tình từ Liên đoàn Hồi giáo Indonesia đã tấn công bảo vệ của Đại sứ quán Trung Quốc ở Jakarta, kêu gọi một cuộc thánh chiến chống lại Trung Quốc.
Bộ trưởng Ngoại giao Canada Lawrence Cannon kêu gọi đối thoại và thiện chí để giúp giải quyết các bất bình và ngăn chặn tình hình xấu đi thêm. Người phát ngôn của chính quyền Obama cho biết Hoa Kỳ lấy làm tiếc về thiệt hại về người ở Tân Cương, vô cùng quan ngại và kêu gọi tất cả các bên thực hiện kiềm chế. Người phát ngôn Bộ Ngoại giao Hoa Kỳ Ian Kelly cho biết điều quan trọng là các nhà chức trách Trung Quốc phải hành động để khôi phục trật tự và ngăn chặn việc xảy ra thêm bạo lực.

#### Các tổ chức phi chính phủ
- Tổ chức Ân xá Quốc tế: kêu gọi một cuộc điều tra khách quan và độc lập về vụ việc, nói thêm rằng những người bị giam giữ vì bày tỏ một cách hòa bình quan điểm và thực hiện quyền tự do ngôn luận và hội họp phải được trả tự do trong khi những người khác phải được một phiên tòa công bằng.[121]
- Tổ chức Theo dõi Nhân quyền: kêu gọi Trung Quốc thực hiện kiềm chế và cho phép một cuộc điều tra độc lập về các sự kiện, bao gồm việc giải quyết những lo ngại của người Duy Ngô Nhĩ về các chính sách trong khu vực. Đồng thời nói thêm rằng Trung Quốc nên tôn trọng quy tắc quốc tế khi phản ứng với các cuộc biểu tình và chỉ sử dụng vũ lực một cách phù hợp.[122]

### Truyền thông
Chen Shirong, biên tập viên Trung Quốc của BBC World Service, nhận xét về sự cải thiện trong quản lý truyền thông của Tân Hoa Xã: "... họ đã phát hành đoạn phim vài giờ sau sự kiện, không phải hai tuần." Peter Foster nhận xét rằng "các nhà bình luận lâu năm về Trung Quốc rất ngạc nhiên về tốc độ mà Bắc Kinh chuyển sang nắm bắt chương trình tin tức về sự kiện này," và cho rằng đó là do ông tin rằng Trung Quốc không có gì để che giấu. New York Times và AFP ghi nhận Trung Quốc đã học được bài học từ các cuộc biểu tình chính trị trên khắp thế giới, chẳng hạn cuộc cách mạng màu ở Georgia, Ukraine và cuộc biểu tình bầu cử năm 2009 ở Iran, kết luận rằng các chuyên gia Trung Quốc đã nghiên cứu cách thức công nghệ hiện đại giúp những người biểu tình tổ chức và tiếp cận với thế giới bên ngoài, và nghiên cứu cách thức chính phủ có thể chống lại họ.
Tuy nhiên Willy Lam, thành viên của Jamestown Foundation, tuyên bố rằng các nhà chức trách chỉ đang thử phản ứng. Ông tin rằng nếu kết quả của sự cởi mở này kém, họ sẽ "hãm phanh" lại. Có những trường hợp phóng viên nước ngoài bị cảnh sát tạm giữ, sau đó được thả ngay sau đó. Vào ngày 10 tháng 7, các quan chức ra lệnh cho các phương tiện truyền thông nước ngoài rời khỏi Kashgar "vì sự an toàn của chính họ." Hạ Lâm, một quan chức hàng đầu của Tân Hoa Xã, trong một buổi họp kín, tiết lộ rằng bạo lực do cả hai bên gây ra trong và sau cuộc bạo động đã bị coi nhẹ hoặc hoàn toàn không được đưa tin trên các kênh chính thức, vì lo ngại rằng bạo lực sắc tộc sẽ lan rộng ra ngoài Ürümqi.
Một chuyên mục trên tờ People's Daily lên tiếng chỉ trích một số hãng truyền thông phương Tây vì tiêu chuẩn kép, đưa tin và bình luận thiên vị. Bài viết nói rằng Trung Quốc không nhận được sự "công nhận" cho thái độ cởi mở và minh bạch từ các chính trị gia lẫn các cơ quan truyền thông nước ngoài. Tác giả cho biết một số lượng đáng kể các trang thông tin vẫn cố ý hoặc vô tình nói giảm các hành động bạo lực của những kẻ bạo loạn, và cố gắng tập trung vào cái gọi là xung đột sắc tộc. Agence France-Presse hoan nghênh sự cởi mở ngày càng tăng đối với truyền thông nước ngoài, tuy nhiên cho rằng truyền thông Trung Quốc, hiện tại mới chỉ tập trung chủ yếu vào thương vong của người Hán trong khi bỏ qua "câu chuyện của người Duy Ngô Nhĩ" hoặc lý do đằng sau biến cố.
Vào ngày 3 tháng 8, Tân Hoa Xã đưa tin rằng hai trong số những người con của Rebiya Kadeer đã viết thư đổ lỗi cho cô dàn dựng các cuộc bạo động. Một nhà nghiên cứu của Tổ chức Theo dõi Nhân quyền nhận xét văn phong của bức thư giống một cách đáng ngờ với cách mà chính quyền Trung Quốc đã mô tả bạo loạn ở Tân Cương và hậu quả sau đó. Ông nói thêm rằng "việc [các con Kadeer] bị phát tán rộng rãi trên nền tảng của một cơ quan ngôn luận của chính phủ là rất bất thường."

## Hậu quả và tác động lâu dài

### Bắt giữ và xét xử

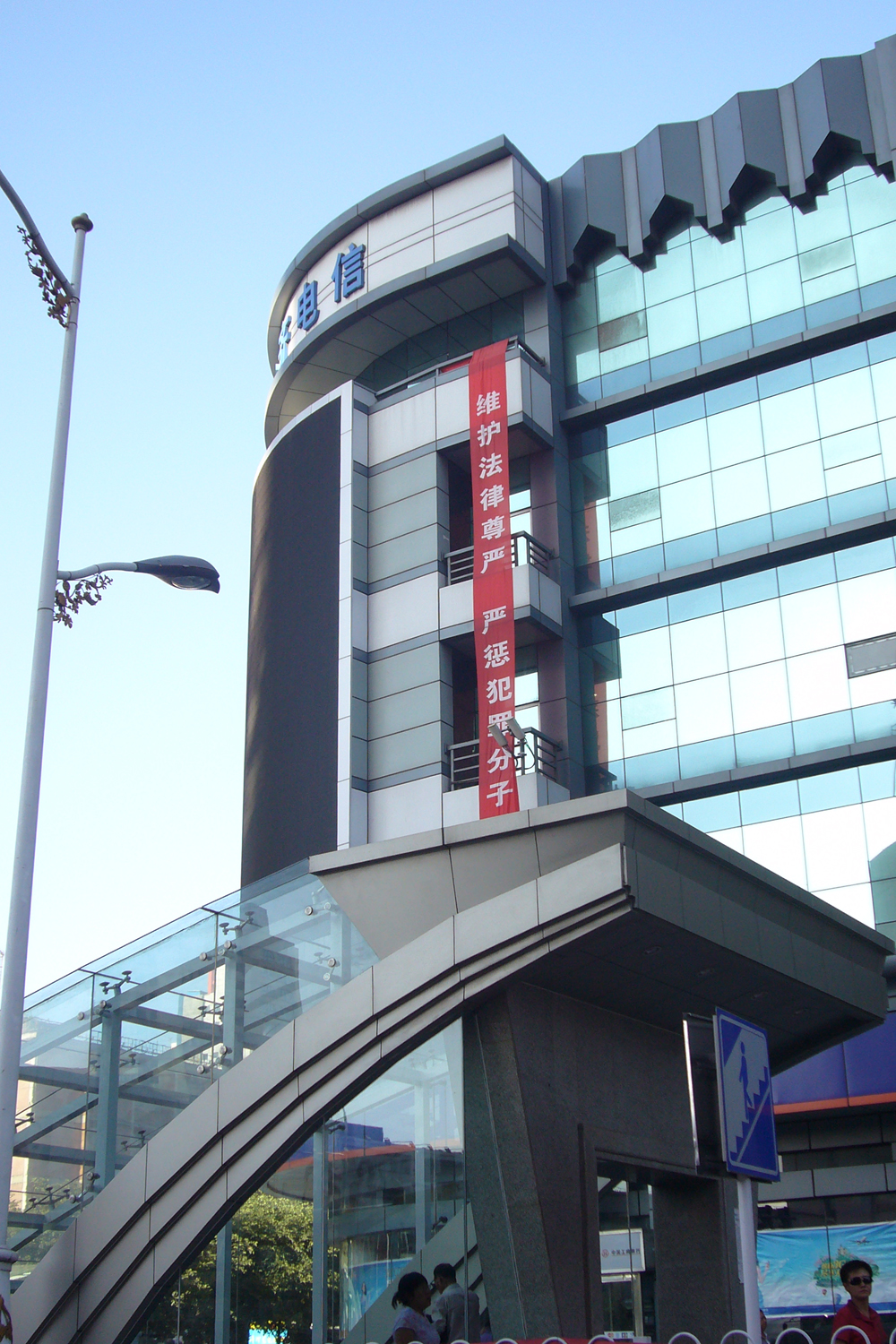
Một biểu ngữ dọc màu đỏ có nội dung "Giữ gìn sự tôn nghiêm của luật pháp và trừng trị nghiêm khắc những kẻ phạm tội"

Vào đầu tháng 8, chính phủ Ürümqi thông báo rằng 83 cá nhân đã bị bắt vì liên quan đến các cuộc bạo động. Tờ China Daily đưa tin vào cuối tháng 8 rằng hơn 200 người bị buộc tội và các cuộc xét xử sẽ bắt đầu vào cuối tháng 8. Mặc dù điều này bị một quan chức địa phương phủ nhận, chính quyền Tân Cương sau đó thông báo rằng đã ban hành lệnh bắt giữ đối với 196 nghi phạm, trong đó 51 người đã bị truy tố. Cảnh sát cũng yêu cầu viện kiểm sát phê chuẩn việc bắt giữ thêm 239 người và giam giữ 825 người khác, China Daily cho biết. Chính quyền lần đầu tiên công bố cáo trạng hình sự đối với những người bị tạm giữ vào cuối tháng 9, khi truy tố 21 người về tội giết người, đốt phá, cướp tài sản và phá hoại tài sản. Một tòa án Tân Cương kết án tử hình sáu người đàn ông Duy Ngô Nhĩ và một người tù chung thân vào ngày 12 tháng 10 năm 2009. Truyền thông nước ngoài cho biết các bản án này dường như nhằm xoa dịu sự tức giận của người Hán; trong khi WUC tố cáo phán quyết là "chính trị", và nói rằng công lý không được thực thi. Tổ chức Theo dõi Nhân quyền nói rằng đã có "những vi phạm nghiêm trọng về quy trình tố tụng" tại phiên tòa xét xử 21 bị cáo liên quan đến các cuộc biểu tình hồi tháng 7. Họ nói rằng các phiên tòa không đáp ứng các tiêu chuẩn quốc tế tối thiểu về thủ tục tố tụng và xét xử công bằng - cụ thể, các phiên tòa được thực hiện trong một ngày mà không có thông báo trước công chúng, rằng bị cáo chỉ được chọn luật sư một cách hạn chế, và chính quyền đưa ra hướng dẫn cho các thẩm phán về cách xử lý vụ việc.
Đến tháng 2 năm 2010, số lượng án tử hình được đưa ra đã tăng lên ít nhất 26. Trong số chín cá nhân bị kết án đã bị tử hình vào tháng 11 năm 2009; dựa trên tên của họ, bảy người là người Duy Ngô Nhĩ và hai người là người Hán.

### Các biện pháp an ninh và bất ổn về sau

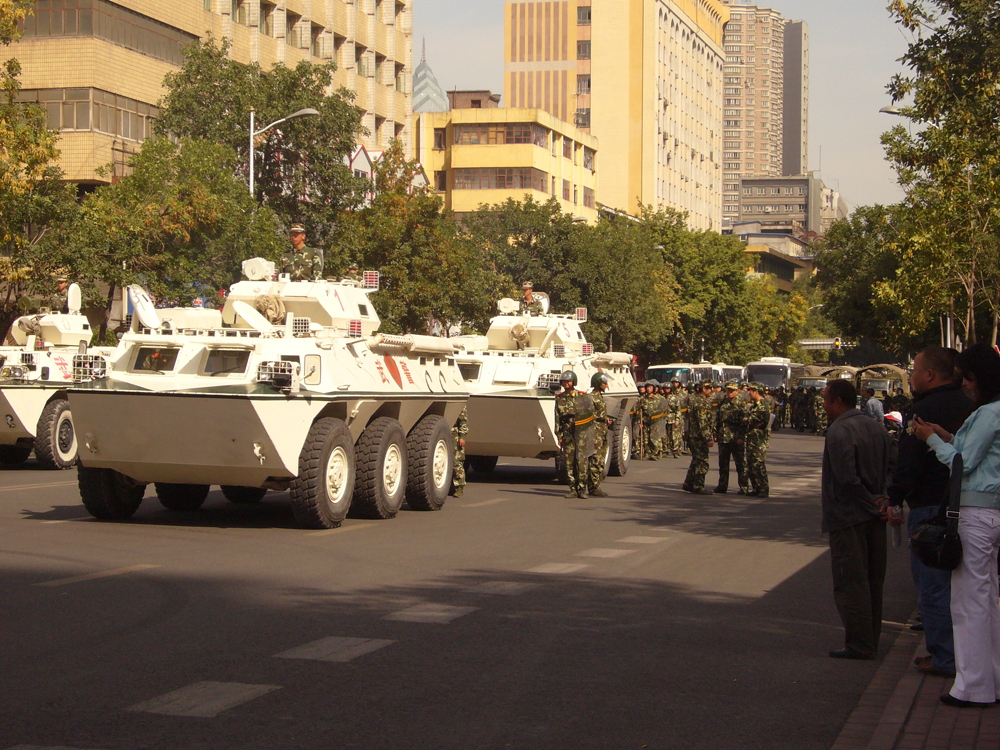
Lực lượng cảnh sát vũ trang ở Ürümqi vào đầu tháng 9 năm 2009, sau các cuộc biểu tình quy mô lớn của dân chúng

Bắt đầu từ giữa tháng 8, đã có một loạt vụ tấn công trong đó có tới 476 người bị đâm bằng kim tiêm dưới da. Các quan chức tin rằng các cuộc tấn công nhắm vào dân thường người Hán và do những người ly khai Duy Ngô Nhĩ tiến hành. Để đáp lại mối lo ngại về các cuộc tấn công và sự không hài lòng về sự chậm chạp của chính phủ trong việc truy tố những người có liên quan đến cuộc bạo động hồi tháng 7, hàng ngàn người Hán đã đổ ra đường biểu tình. Những người biểu tình tụ tập ở trên một khu vực nhạy cảm về chính trị — Quảng trường Nhân dân Ürümqi— nơi lực lượng an ninh nhà nước đàn áp cuộc biểu tình của người Duy Ngô Nhĩ vài tháng trước. Ngược lại, cảnh sát không có động thái giải tán tương tự, bất chấp thách thức trực tiếp của họ đối với chính quyền.
Vào ngày 3 tháng 9, đã có năm người chết, khi đám đông đánh đập một người đàn ông Duy Ngô Nhĩ bị buộc tội đâm một phụ nữ, và sau đó tấn công xe cứu thương chở anh ta đến bệnh viện. Ngày hôm sau, bí thư Thành ủy Ürümqi Lật Trí bị cách chức cùng với cảnh sát trưởng Lưu Diệu Hoa; trong khi bí thư tỉnh ủy Vương Nhạc Tuyền bị thay thế.
Trong khi thành phố trở nên yên bình hơn sau những sự kiện này và chính phủ đã nỗ lực rất nhiều để chứng tỏ rằng cuộc sống đang trở lại bình thường, sự hiện diện của cảnh sát vũ trang vẫn còn. Vào cuối tháng 1 năm 2010, có báo cáo rằng cảnh sát tuần tra năm hoặc sáu lần một ngày, và tăng cường tuần tra vào ban đêm. Không lâu trước kỷ niệm một năm xảy ra bạo loạn, nhà chức trách lắp đặt hơn 40.000 camera giám sát xung quanh Ürümqi để đảm bảo an ninh ở những nơi công cộng.

### Điều tra
Vào cuối tháng 8, chính quyền trung ương đã thông qua đạo luật nêu rõ các tiêu chuẩn cho việc triển khai cảnh sát vũ trang trong cuộc nổi loạn, bạo loạn, bạo lực tội phạm nghiêm trọng quy mô lớn, các cuộc tấn công khủng bố và các sự cố an toàn xã hội khác. Sau các cuộc biểu tình vào đầu tháng 9, chính phủ ra thông báo cấm mọi hoạt động tuần hành, biểu tình và phản đối quần chúng không có giấy phép. Chính quyền tỉnh cũng thông qua luật cấm sử dụng Internet để kích động chủ nghĩa ly khai sắc tộc.
Vào tháng 11, chính phủ Trung Quốc cử khoảng 400 quan chức đến Tân Cương, bao gồm các lãnh đạo cấp cao như Tổng thư ký Quốc vụ viện Mã Khải, Trưởng ban Tuyên truyền Lưu Vân Sơn và Trưởng ban Mặt trận Thống nhất Đỗ Thanh Lâm, để thành lập một nhóm Điều tra và Nghiên cứu ở Tân Cương, với ý định nghiên cứu các thay đổi chính sách. Vào tháng 4 năm 2010, Vương Nhạc Tuyền, được biết đến với cách tiếp cận cứng rắn của mình đối với người dân tộc thiểu số, được thay thế bởi Trương Xuân Hiền, một nhân vật có tính ôn hòa hơn. Chính phủ chuyển khoảng 15 tỷ đô từ các tỉnh phía đông đến Tân Cương để hỗ trợ phát triển kinh tế, đồng thời công bố kế hoạch thành lập đặc khu kinh tế ở Kashgar.
Trung Quốc đã thiết lập một mạng lưới cán bộ cấp cơ sở trên khắp Tân Cương để đối phó với các nguy cơ xã hội và phát hiện sớm các dấu hiệu bất ổn. Hàng trăm cán bộ di chuyển từ khu vực nghèo nhất phía nam Tân Cương đến khu vực bất ổn Ürümqi. Chính quyền cũng áp dụng một chính sách là nếu cả gia đình thất nghiệp, chính phủ sẽ bố trí việc làm cho một người trong gia đình. Chính phủ cũng công bố trợ cấp học phí cho sinh viên đại học. Các khu ổ chuột được xây dựng lại thành các khu chung cư, nhà ở xã hội. Tuy nhiên, các nhà quan sát tin rằng những bất bình đẳng cơ bản cần phải được giải quyết, và tư duy cần được thay đổi để thành công. Ilham Tohti cảnh báo rằng chính sách mới có thể thu hút nhiều người Hán nhập cư hơn, càng khiến người dân Duy Ngô Nhĩ cảm thấy bị cô lập hơn nữa.

### Dịch vụ công cộng và kết nối Internet
Ít nhất đến đầu tháng 8, phương tiện giao thông công cộng mới được khôi phục hoàn toàn trong thành phố. Theo Tân Hoa Xã, 267 xe buýt bị hư hại trong cuộc bạo động; Chính phủ trả cho các công ty xe buýt tổng cộng 5,25 triệu nhân dân tệ tiền bồi thường. Mặc dù các dịch vụ vận chuyển được khôi phục và chính phủ nỗ lực khuyến khích du khách đến khu vực, du lịch giảm mạnh sau cuộc bạo loạn; Hơn 98% tổng số khách du lịch đã hủy chuyến vào giữa tháng 7, ngay lập tức gây ra thiệt hại ước tính khoảng 1 tỷ nhân dân tệ. Vào kỳ nghỉ lễ Quốc khánh vào tháng 10, Tân Cương có ít khách du lịch hơn 25% so với năm 2008.
Các trường công lập Ürümqi mở cửa theo lịch trình vào tháng 9 cho học kỳ mùa thu, nhưng có cảnh sát vũ trang canh gác. Nhiều trường học bắt đầu ngày học đầu tiên bằng các bài giảng về lòng yêu nước.
Internet và dịch vụ điện thoại quốc tế ở Ürümqi vẫn bị hạn chế trong gần một năm sau bạo loạn. Vào cuối tháng 11, hầu hết Internet vẫn không thể truy cập được đối với người dân và điện thoại quốc tế là không thể. Người dân phải đến Đôn Hoàng cách đó 14 giờ để truy cập Internet bình thường. Trong thành phố, chỉ có khoảng 100 trang web địa phương, chẳng hạn như ngân hàng và các trang web của chính quyền khu vực, có thể được truy cập. Các cuộc gọi điện thoại quốc tế đến và đi đều không được phép, vì vậy người dân Ürümqi chỉ có thể liên lạc bằng cách gọi cho người trung gian ở các thành phố khác tại Trung Quốc, những người sau đó sẽ thực hiện các cuộc gọi quốc tế. Việc cắt kết nối điện thoại và Internet gây ra tranh cãi ở Trung Quốc. Nhiều người chỉ trích động thái này bởi cũng cho rằng nó gây gián đoạn cho kinh doanh và đời sống xã hội, tổn hại cho các doanh nghiệp địa phương và trì hoãn sự phục hồi, tạo ra sự bất bình rộng rãi trong dân chúng. Trong khi đó, David Gosset từ diễn đàn Trung- Âu lập luận rằng chính phủ có quyền ngừng truyền thông vì mục tiêu ổn định xã hội; một số người dân địa phương tin rằng việc tránh xa Internet thậm chí còn cải thiện chất lượng cuộc sống của họ.
Vào cuối tháng 12, chính phủ bắt đầu khôi phục dần các dịch vụ. Các trang web của Tân Hoa Xã và People's Daily, hai cơ quan truyền thông nhà nước, đã có thể truy cập vào ngày 28 tháng 12, các trang web Sina.com và Sohu.com vào ngày 10 tháng 1 năm 2010, và 27 trang web khác vào ngày 6 tháng 2.
Nhưng việc khôi phục chỉ là một phần: ví dụ, người dùng có thể duyệt qua các diễn đàn và blog nhưng không thể đăng trên đó.  China Daily đưa tin rằng các dịch vụ e-mail hạn chế cũng đã được khôi phục tại Ürümqi vào ngày 8 tháng 2, mặc dù cùng khoảng thời gian đó, BBC cho biết e-mail vẫn chưa thể truy cập được. Nhắn tin văn bản trên điện thoại di động được khôi phục vào ngày 17 tháng 1, mặc dù có giới hạn về số lượng tin nhắn mà người dùng có thể gửi hàng ngày. Truy cập Internet được khôi phục hoàn toàn vào ngày 14 tháng 5 năm 2010.

## Trích dẫn
1. 1 2 3 4 5 6  Barriaux (2009).
2. 1 2 3 4  Elegant & Ramzy (2009).
3. 1 2  Branigan (b) (2009).
4. 1 2 3 4  Wong (b) (2009).
5. 1 2 3 4  Jacobs (2009).
6. 1 2 3  BBC News (a) (2009).
7. 1 2  Bristow (2009).
8. 1 2 3 4 5 6  Wong (a) (2009).
9. 1 2 3 4 5  Bloomberg News (2009).
10. 1 2 3 4 5  Wong (c) (2010).
11. 1 2 3  McGregor (2009).
12. 1 2 3 4  BBC News (b) (2009).
13. 1 2  Reuters (a) (2009).
14. 1 2  Reuters (b) (2009).
15. ↑  Cục Thống kê Quốc gia Trung Quốc (2002).
16. 1 2 3 4  Starr (2004), tr. 112-114.
17. ↑  Jiang (2009).
18. ↑  Ramzy (2009).
19. ↑  Larson (2009).
20. ↑  Millward (2007), tr. 306.
21. ↑  Toops (2004), tr. 1.
22. ↑  Li (1989), tr. 504.
23. ↑  Starr (2004), tr. 243.
24. ↑  Bovingdon (2004), tr. 3-4.
25. 1 2  Dillon (2004), tr. 51.
26. ↑  Dwyer (2005), tr. 2.
27. ↑  Bovingdon (2004), tr. 19.
28. ↑  CECC (2005).
29. 1 2  Moore (2009).
30. ↑  Bovingdon (2004), tr. 34-36.
31. ↑  Sautman (1998), tr. 86-118.
32. ↑  Hierman (2007), tr. 48–62.
33. ↑  Jacobs (a) (2009).
34. 1 2 3  Buckley (2009).
35. 1 2 3 4  Cliff (2012), tr. 80.
36. ↑  China Daily (2009).
37. ↑  China Daily (b) (2009).
38. ↑  Liu (2009).
39. 1 2 3 4 5 6  CCTV (2009).
40. ↑  Kadeer (a) (2009).
41. 1 2 3 4  Sainsbury (2010).
42. ↑  CFR (2009).
43. 1 2  Branigan & Watts (2009).
44. ↑  CNS (2009).
45. ↑  DW (2009).
46. 1 2  Demick (2009).
47. ↑  Marquand (2009).
48. ↑  Xinhua (2009).
49. ↑  Zhao (2009).
50. ↑  BBC News (c) (2009).
51. 1 2  CNN (2009).
52. ↑  Clem (a) (2009).
53. ↑  Clem (b) (2009).
54. ↑  SGGP (2009).
55. ↑  Wong (d) (2009).
56. ↑  Ducan (2009).
57. ↑  Xinhua (b) (2009).
58. 1 2 3  HRW (2009).
59. ↑  CIIC (2009).
60. 1 2  Caijing (2009).
61. ↑  China Daily (c) (2009).
62. 1 2  Foster (a) (2009).
63. ↑  Oster & Fairclough (2009).
64. ↑  Foster (b) (2009).
65. ↑  Fujioka (2009).
66. 1 2 3 4  Foster (c) (2009).
67. 1 2  BBC News (d) (2009).
68. 1 2  RTE (2009).
69. ↑  France 24 (b) (2009).
70. ↑  Buckley (b) (2009).
71. 1 2  Hille (2009).
72. ↑  Graham-Harrison (2010).
73. ↑  Wines (b) (2009).
74. ↑  The Indian Express (2009).
75. ↑  CECC (2010).
76. ↑  Blanchard (b) (2009).
77. 1 2  CCTV (b) (2009).
78. ↑  Doran (2009).
79. ↑  AFP (2009).
80. ↑  QQ (2009).
81. ↑  Tran (2009).
82. 1 2  Wines (a) (2009).
83. 1 2  Foster (d) (2009).
84. ↑  NBC News (2009).
85. ↑  Global Times (2009).
86. ↑  Pomfret (2009).
87. ↑  Jacob (2009).
88. 1 2  Telegraph (2009).
89. ↑  Blanchard (2009).
90. ↑  Reuters (c) (2009).
91. ↑  United Nations (2009).
92. ↑  Mu (2009).
93. ↑  Faulconbridge (2009).
94. ↑  AKIpress (2009).
95. ↑  ABS-CBN (2009).
96. 1 2 3  CNA (2009).
97. ↑  RFE/RL (2009).
98. ↑  Today's Zaman (2009).
99. ↑  Taiwan News (2009).
100. ↑  France 24 (a) (2009).
101. ↑  Hille & Strauss (2009).
102. ↑  Ben Blanchard & Benjamin Kang Lim (2009).
103. ↑  Wikileaks (a) (2009).
104. ↑  Wikileaks (b) (2009).
105. ↑  Naser M. Al-Tamimi (2013), tr. 92.
106. ↑  China Daily (d) (2009).
107. ↑  Global Times (b) (2009).
108. ↑  Nhân Dân (2009).
109. ↑  NDTV (2009).
110. ↑  CNA (b) (2009).
111. ↑  Taiwan News (b) (2009).
112. ↑  Taipei Times (2012).
113. ↑  Swissinfo (2009).
114. ↑  China Daily (e) (2009).
115. ↑  RFE/RL (b) (2009).
116. ↑  Bloomberg (2009).
117. 1 2  NBC News (b) (2009).
118. ↑  CNA (c) (2009).
119. ↑  CBC (2009).
120. ↑  Buckley (c) (2009).
121. ↑  Amnesty International (2009).
122. ↑  HRW (b) (2009).
123. ↑  Ward (2009).
124. 1 2 3  AFP (b) (2009).
125. ↑  AFP (c) (2009).
126. ↑  Jacobs (b) (2009).
127. ↑  People's Daily (2009).
128. ↑  Branigan (a) (2009).
129. ↑  Reuters (d) (2009).
130. 1 2 3  CECC (2009).
131. ↑  China Daily (f) (2009).
132. ↑  Reuters (e) (2009).
133. ↑  France 24 (c) (2009).
134. ↑  Watts (2009).
135. ↑  HRW (c) (2009).
136. ↑  Xinhua (c) (2009).
137. ↑  BBC News (e) (2009).
138. ↑  RFA (2009).
139. ↑  Bodeen (2009).
140. ↑  Reuters (f) (2009).
141. ↑  Al Jazeera (2009).
142. ↑  BBC News (f) (2009).
143. ↑  Hornby (2009).
144. ↑  Wines (c) (2009).
145. ↑  CCTV (c) (2009).
146. 1 2 3 4 5 6  Cui Jia (2009).
147. ↑  Li (2009), tr. 11-15.
148. ↑  The New York Times (2009).
149. ↑  Kathrin Hille (a) (2010).
150. ↑  Kathrin Hille (b) (2010).
151. ↑  Xinhua (e) (2009).
152. ↑  Xinhua (f) (2010).
153. ↑  Xinhua (f) (2009).
154. ↑  Cliff (2012), tr. 97.
155. ↑  Xinhua (g) (2009).
156. ↑  Xinhua (h) (2009).
157. 1 2 3  Grammaticas (2010).
158. ↑  Xinhua (i) (2010).
159. ↑  Cui Jia (b) (2010).
160. ↑  China Daily (g) (2010).
161. ↑  CCTV (d) (2010).

### Sách
- Al-Tamimi, Naser M. (ngày 5 tháng 9 năm 2013). China-Saudi Arabia Relations, 1990–2012: Marriage of Convenience Or Strategic Alliance?. Routledge. ISBN 978-1-134-46153-0.
- Bovingdon, Gardner (2004). Autonomy in Xinjiang: Han Nationalist Imperatives and Uyghur Discontent. Policy Studies. Washington D.C: East-West Center. ISBN 1-932728-20-1. JSTOR resrep06498. LCCN 2005272409 – qua JSTOR.
- Dillon, Michael (2004). Xinjiang – China's Muslim Far Northwest. Durham East-Asia series. Routledge. ISBN 0-415-32051-8.
- Dwyer, Arienne M. (2005). The Xinjiang Conflict: Uyghur Identity, Language Policy, and Political Discourse. Policy Studies. Washington D.C: East-West Center. JSTOR resrep06543.1. LCCN 2005298843 – qua JSTOR.
- Millward, James A. (2007). Eurasian Crossroads: A History of Xinjiang. Gale virtual reference library. Columbia University Press. ISBN 9780231139243. LCCN 2006040207.
- Starr, S. Frederick, biên tập (2004). Xinjiang: China's Muslim Borderland. M. E. Sharpe. ISBN 9780765631923. LCCN 2003011518. OCLC 52295324.

### Tạp chí khoa học
- Cliff, Thomas (tháng 7 năm 2012). "The Partnership of Stability in Xinjiang: State–Society Interactions Following the July 2009 Unrest". The China Journal. Quyển 68. Nhà xuất bản Đại học Chicago. tr. 79-105. doi:10.1086/666581. JSTOR 10.1086/666581 – qua JSTOR.
- Hierman, Brent (2007). "The Pacification of Xinjiang: Uighur Protest and the Chinese State, 1988–2002". Problems of Post-Communism. Quyển 54 số 3. doi:10.2753/PPC1075-8216540304. S2CID 154942905.
- Li, Rose Maria (tháng 9 năm 1989). "Migration to China's Northern Frontier, 1953-82". Population and Development Review. Quyển 15 số 3. Population Council. tr. 503-538. doi:10.2307/1972444. JSTOR 1972444 – qua JSTOR.
- Li, Yuhui (2009). "Notes on the Chinese Government's Handling of the Urumqi Riot in Xinjiang". China and Eurasia Forum Quarterly. Quyển 7 số 4. Central Asia-Caucasus Institute & Silk Road Studies Program. ISSN 1653-4212.
- Sautman, Barry (1998). "Preferential policies for ethnic minorities in China: The case of Xinjiang". Nationalism and Ethnic Politics. Quyển 4. doi:10.1080/13537119808428530. S2CID 145012201.
- Toops, Stanley (tháng 5 năm 2004). "Demographics and Development in Xinjiang after 1949". Washington D.C: East-West Center. {{Chú thích tạp chí}}: Chú thích magazine cần |magazine= (trợ giúp)

### Văn bản nhà nước
- CECC (ngày 1 tháng 10 năm 2005). China's Minorities and Government Implementation of the Regional Ethnic Autonomy Law (Báo cáo). Congressional-Executive Commission on China. Bản gốc lưu trữ 7 tháng 4 2010. Truy cập 25 tháng 5 2021. [Uyghurs] live in cohesive communities largely separated from Han Chinese, practice major world religions, have their own written scripts, and have supporters outside of China. Relations between these minorities and Han Chinese have been strained for centuries.
- CECC (ngày 7 tháng 8 năm 2010). Internet Available in Xinjiang, But Controls Over Information Remain (Báo cáo). Congressional-Executive Commission on China. Truy cập ngày 27 tháng 5 năm 2021.
- CECC (ngày 6 tháng 11 năm 2009). Xinjiang Authorities Continue Detentions, Announce Arrests Connected to July 5 Incident (Báo cáo). Congressional-Executive Commission on China. Truy cập ngày 27 tháng 5 năm 2021.
- Cục Thống kê Quốc gia Trung Quốc (2002). 表1—6:省、自治区、直辖市分性别、民族的人口 [Bảng 1-6: Dân số theo giới tính và dân tộc ở các tỉnh, khu tự trị, thành phố trực thuộc Trung ương]. 国家统计局 [Cục Thống kê Quốc gia Trung Quốc].

### Báo chí
- "Central Asia Uighurs look on with fury at bloodshed". ABS-CBN. Agence France-Presse. ngày 7 tháng 7 năm 2009. Bản gốc lưu trữ ngày 11 tháng 7 năm 2009. Truy cập ngày 18 tháng 1 năm 2010.
- "China extends hand to foreign media, but tightens grip elsewhere". Agence France-Presse. ngày 9 tháng 7 năm 2009. Truy cập ngày 5 tháng 4 năm 2011.
- "Kazakh Foreign Ministry: Above 1,000 Kazakh citizens leave Xinjiang due to riots". AKIpress News Agency. ngày 9 tháng 7 năm 2009. Truy cập ngày 27 tháng 5 năm 2021.
- "Tensions high after Urumqi unrest". Al Jazeera. ngày 5 tháng 9 năm 2009. Bản gốc lưu trữ ngày 5 tháng 2 năm 2011. Truy cập ngày 6 tháng 9 năm 2009.
- "China must investigate 156 deaths during protests in Urumqi". Amnesty International. ngày 7 tháng 7 năm 2009.
- "Foreign reporters ordered out of Kashgar". AsiaOne. Agence France-Presse. ngày 10 tháng 7 năm 2009. Truy cập ngày 27 tháng 5 năm 2021.
- Barriaux, Marianne (ngày 5 tháng 7 năm 2009). "Three die during riots in China's Xinjiang region: state media". The Sydney Morning Herald. Agence France-Presse. Bản gốc lưu trữ ngày 8 tháng 7 năm 2009. Truy cập ngày 5 tháng 9 năm 2009.
- "Chinese break up 'needle' riots". BBC News. ngày 4 tháng 9 năm 2009. Truy cập ngày 27 tháng 5 năm 2021.
- "'Five die' in China ethnic unrest". BBC News. ngày 4 tháng 9 năm 2009. Bản gốc lưu trữ ngày 10 tháng 9 năm 2019. Truy cập ngày 4 tháng 9 năm 2009.
- "Riots engulf Chinese Uighur city". BBC News. ngày 7 tháng 7 năm 2009. Bản gốc lưu trữ ngày 30 tháng 9 năm 2009. Truy cập ngày 18 tháng 1 năm 2010.
- "Scores killed in China protests". BBC News. ngày 6 tháng 7 năm 2009. Bản gốc lưu trữ ngày 3 tháng 4 năm 2012. Truy cập ngày 6 tháng 7 năm 2009.
- "Some Urumqi mosques defy shutdown". BBC News. ngày 10 tháng 7 năm 2009. Bản gốc lưu trữ ngày 12 tháng 7 năm 2009. Truy cập ngày 12 tháng 7 năm 2009.
- "Troops flood into China Riot City". BBC News. ngày 8 tháng 7 năm 2009. Bản gốc lưu trữ ngày 8 tháng 7 năm 2009. Truy cập ngày 6 tháng 7 năm 2009.
- Ben Blanchard; Benjamin Kang Lim (ngày 14 tháng 7 năm 2009). "China dismisses accusation of Xinjiang genocide". Reuters. Truy cập ngày 27 tháng 5 năm 2009.{{Chú thích báo}}:  Quản lý CS1: ref trùng mặc định (liên kết)
- Blanchard, Ben (ngày 6 tháng 7 năm 2009). "China tightens Web screws after Xinjiang riot". Reuters. Truy cập ngày 27 tháng 5 năm 2021.
- Blanchard, Ben (ngày 7 tháng 7 năm 2009). "Chinese go online to vent ire at Xinjiang unrest". Reuters. Truy cập ngày 27 tháng 5 năm 2021.
- "China Says 140 Die in Riot, Uighur Separatists Blamed (Update2)". Bloomberg News. ngày 5 tháng 7 năm 2009. Bản gốc lưu trữ ngày 24 tháng 9 năm 2015.
- "Dutch Police Hold 39 Detained After Protests at China Embassy". Bloomberg. ngày 7 tháng 7 năm 2009. Bản gốc lưu trữ ngày 5 tháng 11 năm 2012. Truy cập ngày 18 tháng 1 năm 2010.
- Bodeen, Christopher (ngày 4 tháng 9 năm 2009). "China official: 5 killed during Urumqi protests". The Guardian. London. Associated Press. Bản gốc lưu trữ ngày 24 tháng 5 năm 2021. Truy cập ngày 4 tháng 9 năm 2009.
- Branigan, Tania (ngày 3 tháng 8 năm 2009). "China says Uighur leader's family condemn her". The Guardian. London. Truy cập ngày 27 tháng 5 năm 2021.
- Branigan, Tania (ngày 3 tháng 9 năm 2009). "New mass protests and violence break out in Urumqi, witnesses claim". The Guardian. Truy cập ngày 26 tháng 5 năm 2021.
- Branigan, Tania; Watts, Jonathan (ngày 5 tháng 7 năm 2009). "Muslim Uighurs riot as ethnic tensions rise in China". The Guardian. London. Bản gốc lưu trữ ngày 13 tháng 12 năm 2019. Truy cập ngày 5 tháng 7 năm 2009.
- Bristow, Michael (ngày 21 tháng 10 năm 2009). "Many 'missing' after China riots". BBC News. Bản gốc lưu trữ ngày 26 tháng 11 năm 2012. Truy cập ngày 25 tháng 2 năm 2010.
- Buckley, Chris (ngày 10 tháng 7 năm 2009). "Chinese police break up Uighur protest after prayers". Reuters. Truy cập ngày 26 tháng 5 năm 2021.
- Buckley, Chris (ngày 6 tháng 7 năm 2009). "China calls Xinjiang riot a plot against its rule". Reuters.
- Buckley, Chris (ngày 8 tháng 7 năm 2009). "China's Hu Abandons G8 as Ethnic Unrest Continues". Reuters. Truy cập ngày 17 tháng 1 năm 2009.
- "７·５"事件遇害者家属将获补偿21万元. Caijing (bằng tiếng Trung). ngày 10 tháng 7 năm 2009. Bản gốc lưu trữ ngày 23 tháng 7 năm 2012. Truy cập ngày 18 tháng 1 năm 2010.
- "Chinese protests spread as deaths mount". CBC News. ngày 7 tháng 7 năm 2009. Bản gốc lưu trữ ngày 7 tháng 5 năm 2021. Truy cập ngày 18 tháng 1 năm 2010.
- "Indonesians protest at Chinese embassy". Channel NewsAsia. ngày 13 tháng 7 năm 2009. Bản gốc lưu trữ ngày 23 tháng 10 năm 2012. Truy cập ngày 23 tháng 7 năm 2011.
- "World powers call for restraint amid China unrest". Channel NewsAsia. ngày 8 tháng 7 năm 2009. Bản gốc lưu trữ ngày 13 tháng 9 năm 2009. Truy cập ngày 18 tháng 1 năm 2010.
- "Across China: Xinjiang". China Daily. ngày 10 tháng 2 năm 2010. Bản gốc lưu trữ ngày 14 tháng 2 năm 2010. Truy cập ngày 11 tháng 2 năm 2010.
- "Afghanistan supports China's territorial integrity". China Daily. ngày 8 tháng 7 năm 2009. Bản gốc lưu trữ ngày 20 tháng 6 năm 2020. Truy cập ngày 24 tháng 5 năm 2021.
- "Civilians, officer killed in Ürümqi unrest". China Daily. Tân Hoa xã. ngày 6 tháng 7 năm 2009. Truy cập ngày 25 tháng 5 năm 2021.
- "FM: China strongly condemns attacks on its foreign missions". China Daily. ngày 7 tháng 7 năm 2009. Truy cập ngày 18 tháng 1 năm 2010.
- "Nearly 200 arrest warrants issued". China Daily. ngày 4 tháng 9 năm 2009. Bản gốc lưu trữ ngày 21 tháng 10 năm 2012. Truy cập ngày 4 tháng 9 năm 2009.
- "World Uyghur Congress behind violence: expert". China Daily. Tân Hoa xã. ngày 7 tháng 7 năm 2009. Truy cập ngày 26 tháng 5 năm 2021.
- "Xinjiang doubles compensation for bereaved families". China Daily. Tân Hoa xã. ngày 21 tháng 7 năm 2009. Truy cập ngày 25 tháng 5 năm 2021.
- 新疆披露打砸抢烧杀暴力犯罪事件当日发展始末 (bằng tiếng Trung). China News Service. ngày 6 tháng 7 năm 2009. Bản gốc lưu trữ ngày 3 tháng 7 năm 2019. Truy cập ngày 24 tháng 5 năm 2021.
- Clem, Will (ngày 8 tháng 7 năm 2009). "An eerie silence after lockdown in Kashgar". South China Morning Post.
- Clem, Will (ngày 9 tháng 7 năm 2009). "Thousands of students detained at college". South China Morning Post.
- "Ethnic unrest in China leads to mass arrests". CNN. ngày 7 tháng 7 năm 2009. Bản gốc lưu trữ ngày 26 tháng 5 năm 2021. Truy cập ngày 26 tháng 5 năm 2021.
- "Report: More than 200 face trial over China ethnic riots". CNN News. ngày 24 tháng 8 năm 2009. Bản gốc lưu trữ ngày 29 tháng 8 năm 2009. Truy cập ngày 4 tháng 9 năm 2009.
- "Uighurs and China's Social Justice Problem" (Podcast). Phỏng vấn viên Jayshree Bajoria. Council on Foreign Relations. ngày 9 tháng 7 năm 2009. Bản gốc lưu trữ 22 tháng 6 2011. Truy cập 17 tháng 1 2010.
- Cui Jia (ngày 8 tháng 2 năm 2010). "More websites back online in Urumqi". China Daily. Bản gốc lưu trữ ngày 11 tháng 2 năm 2010. Truy cập ngày 11 tháng 2 năm 2010.
- Cui Jia (ngày 5 tháng 11 năm 2009). "The Missing Link". China Daily. Truy cập ngày 27 tháng 5 năm 2021.{{Chú thích báo}}:  Quản lý CS1: ref trùng mặc định (liên kết)
- "Curfew in Chinese city of Urumqi". Đài phát thanh và truyền hình quốc gia Ireland. ngày 7 tháng 7 năm 2009. Bản gốc lưu trữ ngày 10 tháng 8 năm 2009. Truy cập ngày 18 tháng 1 năm 2010.
- "Overseas media cover Urumqi riot". Đài truyền hình Trung ương Trung Quốc. ngày 9 tháng 7 năm 2009. Truy cập ngày 27 tháng 5 năm 2021.
- "Urumqi bans unlicensed gatherings". Đài truyền hình Trung ương Trung Quốc. ngày 4 tháng 9 năm 2009. Truy cập ngày 27 tháng 5 năm 2021.
- 视频-乌鲁木齐"７·５"打砸抢烧严重暴力犯罪事件新闻发布会 (bằng tiếng Trung). Đài truyền hình Trung ương Trung Quốc. ngày 7 tháng 7 năm 2009. Bản gốc (video) lưu trữ ngày 18 tháng 4 năm 2010. Truy cập ngày 7 tháng 7 năm 2009.
- Demick, Barbara (ngày 6 tháng 7 năm 2009). "140 slain as Chinese riot police, Muslims clash in north-western city". Los Angeles Times. Truy cập ngày 26 tháng 5 năm 2021.
- 美新疆问题专家鲍文德访谈. Deutsche Welle. ngày 23 tháng 7 năm 2009. Truy cập ngày 5 tháng 9 năm 2009. 
Interviewer: 您认为事件的过程已经非常清楚了吗？ 
Bovingdon: 不清楚，而且我觉得可以说很不清楚。
- Doran, D'Arcy (ngày 6 tháng 7 năm 2009). "Savvy Internet users defy China's censors on riot". The Sydney Morning Herald. Truy cập ngày 27 tháng 5 năm 2021.
- Duncan, Max (ngày 18 tháng 7 năm 2009). "China says police shot dead 12 Uighurs this month". Reuters. Lưu trữ bản gốc ngày 26 tháng 5 năm 2021. Truy cập ngày 26 tháng 5 năm 2021.
- Elegant, Simon; Ramzy, Austin (ngày 20 tháng 7 năm 2009). "China's War in the West". TIME. Bản gốc lưu trữ ngày 17 tháng 7 năm 2009. Truy cập ngày 5 tháng 9 năm 2009.
- Faulconbridge, Guy (ngày 8 tháng 7 năm 2009). "Russia says China Xinjiang riots internal affair". Reuters. Bản gốc lưu trữ ngày 30 tháng 8 năm 2011. Truy cập ngày 18 tháng 1 năm 2010.
- Foster, Peter (ngày 7 tháng 7 năm 2009). "China riots: 300 Uighurs stage fresh protest in Urumqi". The Daily Telegraph. London. Bản gốc lưu trữ ngày 10 tháng 7 năm 2009. Truy cập ngày 4 tháng 9 năm 2009.
- Foster, Peter (ngày 7 tháng 7 năm 2009). "Eyewitness: tensions high on the streets of Urumqi". The Daily Telegraph. Bản gốc lưu trữ ngày 4 tháng 7 năm 2010. Truy cập ngày 18 tháng 1 năm 2010.
- Foster, Peter (ngày 7 tháng 7 năm 2009). "Han Chinese mob takes to the streets in Urumqi in hunt for Uighur Muslims". The Daily Telegraph. London. Bản gốc lưu trữ ngày 16 tháng 5 năm 2010. Truy cập ngày 18 tháng 1 năm 2010.
- Foster, Peter (ngày 7 tháng 7 năm 2009). "Uighur unrest: not another Tiananmen". The Daily Telegraph. Bản gốc lưu trữ ngày 7 tháng 7 năm 2012. Truy cập ngày 27 tháng 5 năm 2021.
- "Police shoot dead two Uighurs in Urumqi". France 24. ngày 13 tháng 7 năm 2009. Truy cập ngày 26 tháng 5 năm 2021.
- "Six sentenced to death over Xinjiang riots". France 24. Agence France-Presse. ngày 12 tháng 10 năm 2009. Truy cập ngày 27 tháng 5 năm 2021.
- "Turkish PM Erdogan likens Xinjiang violence to 'genocide'". France 24. Agence France-Presse. ngày 10 tháng 7 năm 2009. Bản gốc lưu trữ ngày 15 tháng 7 năm 2009. Truy cập ngày 18 tháng 1 năm 2010.
- Fujioka, Chisa (ngày 29 tháng 7 năm 2009). "Uighur leader says 10,000 went missing in one night". Reuters. Tokyo. Bản gốc lưu trữ ngày 16 tháng 2 năm 2013. Truy cập ngày 24 tháng 4 năm 2011.
- Graham-Harrison, Emma (ngày 23 tháng 7 năm 2010). "China jails Uighur journalist for 15 years: employer". Reuters. Truy cập ngày 26 tháng 5 năm 2021.
- Grammaticas, Damian (ngày 11 tháng 2 năm 2010). "Trekking 1,000 km in China for e-mail". BBC News. Bản gốc lưu trữ ngày 13 tháng 2 năm 2010. Truy cập ngày 11 tháng 2 năm 2010.
- Hille, Kathrin (ngày 2 tháng 7 năm 2010). "China acts to ease Uighur tension". Financial Times.
- Hille, Kathrin; Strauss, Delphine (ngày 15 tháng 7 năm 2009). "China fury at Turkey's 'genocide' comments". Financial Times. Bản gốc lưu trữ ngày 18 tháng 7 năm 2009. Truy cập ngày 15 tháng 7 năm 2009.
- Hille, Kathrin (ngày 2 tháng 7 năm 2010). "Development unlikely to drown out disharmony". Financial Times.
- Hille, Kathrin (ngày 19 tháng 7 năm 2009). "Xinjiang widens crackdown on Uighurs". Financial Times. Bản gốc lưu trữ ngày 10 tháng 1 năm 2014. Truy cập ngày 24 tháng 5 năm 2021.
- Hornby, Lucy (ngày 6 tháng 9 năm 2009). "China's Urumqi still edgy after officials sacked". Reuters. Truy cập ngày 27 tháng 5 năm 2021.
- "China: Exercise Restraint in Xinjiang – Government Should Allow Independent United Nations Probe". Human Rights Watch. ngày 6 tháng 7 năm 2009. Bản gốc lưu trữ ngày 17 tháng 1 năm 2010. Truy cập ngày 18 tháng 1 năm 2010.
- "China: Xinjiang Trials Deny Justice – Proceedings Failed Minimum Fair Trial Standards". Human Rights Watch. ngày 15 tháng 10 năm 2009. Bản gốc lưu trữ ngày 17 tháng 1 năm 2010. Truy cập ngày 18 tháng 1 năm 2010.
- "We Are Afraid to Even Look for Them: Enforced Disappearances in the Wake of Xinjiang's Protests". Human Rights Watch. ngày 20 tháng 10 năm 2009. Bản gốc lưu trữ ngày 3 tháng 1 năm 2010. Truy cập ngày 18 tháng 1 năm 2010.
- Jacob, Jayanth (ngày 26 tháng 7 năm 2009). "Delhi shuts out Uighur matriarch". The Telegraph India. Bản gốc lưu trữ ngày 26 tháng 8 năm 2009. Truy cập ngày 29 tháng 1 năm 2010.
- Jacobs, Andrew (ngày 15 tháng 7 năm 2009). "At a Factory, the Spark for China's Violence". The New York Times. Bản gốc lưu trữ ngày 28 tháng 7 năm 2009.
- Jacobs, Andrew (ngày 2 tháng 8 năm 2009). "China Arrests 319 People in Unrest in Xinjiang". The New York Times. Truy cập ngày 25 tháng 5 năm 2021.
- Jacobs, Andrew (ngày 3 tháng 6 năm 2010). "In Leaked Lecture, Details of China's News Cleanups". The New York Times. Bản gốc lưu trữ ngày 9 tháng 3 năm 2021. Truy cập ngày 2 tháng 7 năm 2010.
- Jiang, Wenran (ngày 6 tháng 7 năm 2009). "New Frontier, same problems". The Globe and Mail. Truy cập ngày 25 tháng 5 năm 2021. But just as in Tibet, the local population has viewed the increasing unequal distribution of wealth and income between China's coastal and inland regions, and between urban and rural areas, with an additional ethnic dimension. Most are not separatists, but they perceive that most of the economic opportunities in their homeland are taken by the Han Chinese, who are often better educated, better connected and more resourceful. The Uyghurs also resent discrimination against their people by the Han, both in Xinjiang and elsewhere.
- Kadeer, Rebiya (ngày 8 tháng 7 năm 2009). "The Real Uighur Story". The Wall Street Journal. Bản gốc lưu trữ ngày 8 tháng 3 năm 2021. Truy cập ngày 18 tháng 1 năm 2010.
- Larson, Christina (ngày 9 tháng 7 năm 2009). "How China Wins and Loses Xinjiang". Foreign Policy. Lưu trữ bản gốc ngày 11 tháng 3 năm 2021. Truy cập ngày 25 tháng 5 năm 2021.
- Liu, Anqi, biên tập (ngày 29 tháng 7 năm 2009). "Netizen blamed for Urumqi riot by spreading fake violence video". Đài truyền hình Trung ương Trung Quốc. Tân Hoa xã. Truy cập ngày 26 tháng 5 năm 2021.
- "Xinjiang to continue lifting communication restrictions: spokesperson". Đài truyền hình Trung ương Trung Quốc. ngày 19 tháng 1 năm 2010. Truy cập ngày 27 tháng 5 năm 2021.
- Marquand, Robert (ngày 12 tháng 7 năm 2009). "Q&A with Uighur spiritual leader Rebiya Kadeer". The Christian Science Monitor. Bản gốc lưu trữ ngày 16 tháng 7 năm 2009. Truy cập ngày 18 tháng 1 năm 2010. [Kadeer:] I was quite surprised by the loss of so many lives. Initially the protest was peaceful. You could even see Uighurs in the crowd holding Chinese flags. There were women and children, and that seemed at first like a good thing. But the Uighurs were provoked by Chinese security forces – dogs, armoured cars. What has not been noted are the plain clothes police who went in and provoked the Uighurs. My view is that the Chinese wanted a riot in order to justify a larger crackdown; it's an attempt to create solidarity between the Han and the government at a time when there is insecurity. Provoking the crowd justifies that this was a Uighur mob.
- McGregor, Richard (ngày 7 tháng 7 năm 2009). "Beijing handles political management of riots". Financial Times. Bản gốc lưu trữ ngày 8 tháng 7 năm 2009. Truy cập ngày 18 tháng 1 năm 2010.
- Moore, Malcolm (ngày 2 tháng 7 năm 2010). "China installs 40,000 CCTV cameras in Xinjiang ahead of anniversary of deadly riots". The Daily Telegraph. Truy cập ngày 27 tháng 5 năm 2021.
- Moore, Malcolm (ngày 7 tháng 7 năm 2009). "Urumqi riots signal dark days ahead". The Daily Telegraph. London. Bản gốc lưu trữ ngày 4 tháng 10 năm 2012. Truy cập ngày 7 tháng 7 năm 2009.
- Mu, Xuequan, biên tập (ngày 11 tháng 7 năm 2009). "SCO expresses condolence to families of victims in Xinjiang riot". Tân Hoa xã. Bản gốc lưu trữ ngày 17 tháng 7 năm 2009. Truy cập ngày 18 tháng 1 năm 2010.
- "Chinese Muslims target of propaganda effort". NBC News. Associated Press. ngày 16 tháng 7 năm 2009. Truy cập ngày 27 tháng 5 năm 2021.
- "Uighurs protest in Turkey, Norway". NBC News. Associated Press. ngày 8 tháng 7 năm 2009. Bản gốc lưu trữ ngày 29 tháng 1 năm 2020. Truy cập ngày 18 tháng 1 năm 2010.
- "Riots in China: 1400 people detained". New Delhi Television. Associated Press. ngày 7 tháng 7 năm 2009. Bản gốc lưu trữ ngày 30 tháng 9 năm 2012. Truy cập ngày 18 tháng 1 năm 2010.
- "Việt Nam tin rằng tình hình ở Khu tự trị Tân Cương, Trung Quốc sớm ổn định". Nhân Dân. ngày 8 tháng 7 năm 2009. Truy cập ngày 27 tháng 5 năm 2021.
- 国际观察：西方怎么不对恐怖袭击"保持克制"？！. Nhân Dân nhật báo (bằng tiếng Trung). ngày 10 tháng 7 năm 2009. Bản gốc lưu trữ ngày 14 tháng 2 năm 2010. Truy cập ngày 18 tháng 1 năm 2010.
- Oster, Shai; Fairclough, Gordon (ngày 7 tháng 7 năm 2009). "Deadly Ethnic Riots Pose Fresh Crisis for Beijing". The Wall Street Journal. Truy cập ngày 26 tháng 5 năm 2021.
- Pomfret, James (ngày 30 tháng 7 năm 2009). "China needs new policies after Xinjiang: official". Reuters. Truy cập ngày 27 tháng 5 năm 2021.
- 视频:新疆自治区主席就打砸抢烧事件发表讲话 (bằng tiếng Trung). QQ News. ngày 6 tháng 7 năm 2009. Bản gốc (video) lưu trữ ngày 9 tháng 7 năm 2009. Truy cập ngày 18 tháng 1 năm 2010.
- "New Protests in Urumqi". Radio Free Asia. ngày 3 tháng 9 năm 2009. Bản gốc lưu trữ ngày 5 tháng 9 năm 2009. Truy cập ngày 4 tháng 9 năm 2009.
- "Ethnic Unrest Continues In Xinjiang". Radio Free Europe/Radio Liberty. ngày 7 tháng 7 năm 2009.
- "Uyghurs Abroad Blame China Policies For Unrest". Radio Free Europe/Radio Liberty. ngày 7 tháng 7 năm 2009. Bản gốc lưu trữ ngày 10 tháng 8 năm 2009. Truy cập ngày 18 tháng 1 năm 2010.
- Ramzy, Austin (ngày 14 tháng 7 năm 2009). "Why the Uighurs feel left out of China's boom". TIME. Bản gốc lưu trữ ngày 27 tháng 1 năm 2021. Truy cập ngày 25 tháng 5 năm 2021.
- "China executes nine over Xinjiang riots: report". Reuters. ngày 9 tháng 11 năm 2009. Truy cập ngày 25 tháng 5 năm 2021.
- "China lays first charges over Xinjiang riots". Reuters. ngày 26 tháng 9 năm 2009. Truy cập ngày 28 tháng 9 năm 2009.
- "China says Uighur leader's children condemn mother". Reuters. ngày 3 tháng 8 năm 2009. Truy cập ngày 27 tháng 5 năm 2021.
- "China sentences four more to death for Urumqi riot". Reuters. ngày 26 tháng 1 năm 2010. Truy cập ngày 11 tháng 4 năm 2010.
- "Needle attacks and rumours spread in China's Xinjiang". Reuters. ngày 11 tháng 9 năm 2009. Truy cập ngày 27 tháng 5 năm 2021.
- "U.N. boss, after China riots, defends right to protest". Reuters. ngày 6 tháng 7 năm 2009. Truy cập ngày 25 tháng 5 năm 2021.
- Saad, Imelda (ngày 9 tháng 7 năm 2009). "Singapore urges restraint in Xinjiang, China". Channel News Asia. Bản gốc lưu trữ ngày 12 tháng 7 năm 2009. Truy cập ngày 12 tháng 7 năm 2009.
- "129 killed, 816 injured in China's Xinjiang violence: Xinhua News Agency". Sài Gòn Giải Phóng. Tân Hoa xã. ngày 6 tháng 6 năm 2009. Truy cập ngày 26 tháng 5 năm 2021.
- Sainsbury, Michael (ngày 1 tháng 1 năm 2010). "The violence has ended in Urumqi but shadows remain in hearts and minds". The Australian. Lưu trữ bản gốc ngày 26 tháng 5 năm 2021. Truy cập ngày 26 tháng 5 năm 2021.
- "Violence in Xinjiang worries foreign ministry". Swissinfo. ngày 8 tháng 7 năm 2009. Truy cập ngày 27 tháng 5 năm 2021.
- "TSU demands visa for Rebiya Kadeer". Taipei Times. Hãng Thông tấn Trung ương (Trung Hoa Dân Quốc). ngày 2 tháng 7 năm 2012. Truy cập ngày 27 tháng 5 năm 2021.
- "Taiwan condemns riots in Xinjiang, urges China to be tolerant". Taiwan News. Hãng Thông tấn Trung ương (Trung Hoa Dân Quốc). ngày 9 tháng 7 năm 2009. Bản gốc lưu trữ ngày 5 tháng 8 năm 2009. Truy cập ngày 18 tháng 1 năm 2010.
- "Turkish FM calls on China to end violence". Taiwan News. Associated Press. ngày 8 tháng 7 năm 2009. Bản gốc lưu trữ ngày 10 tháng 7 năm 2009. Truy cập ngày 18 tháng 1 năm 2010.
- "Hope the keynote as Chinese students begin new semester". Xinhua News Agency. ngày 1 tháng 9 năm 2009. Bản gốc lưu trữ 6 tháng 11 2012. Truy cập 4 tháng 9 2009.
- "Innocent civilians make up 156 in Urumqi riot death toll". Tân hoa xã. Bản gốc lưu trữ 8 tháng 8 2009.
- "Public transport resumes full operation after Urumqi riot". Xinhua News Agency. ngày 12 tháng 8 năm 2009. Bản gốc lưu trữ 23 tháng 8 2009. Truy cập 4 tháng 9 2009.
- "Public transportation companies receive 5 mln yuan Urumqi riot damage compensation". Tân Hoa Xã. ngày 26 tháng 8 năm 2009. Bản gốc lưu trữ 29 tháng 8 2009. Truy cập 4 tháng 9 2009.
- "Text messaging services resume in Xinjiang six months after riot". Xihua. Xinhua News Agency. ngày 17 tháng 1 năm 2010. Bản gốc lưu trữ 6 tháng 11 2012. Truy cập 11 tháng 2 2010.
- "Urumqi quiets down after protest about syringe attacks". Tân Hoa Xã. ngày 4 tháng 9 năm 2009. Bản gốc lưu trữ 5 tháng 9 2009. Truy cập 4 tháng 9 2009.
- "Urumqi riots: Weapons prepared beforehand, division of tasks clear". Tân hoa xã. ngày 21 tháng 7 năm 2009. Bản gốc lưu trữ 6 tháng 11 2012. Truy cập 15 tháng 12 2009.
- "Xinjiang receives fewer tourists after riot". Tân hoa xã. ngày 11 tháng 10 năm 2009. Bản gốc lưu trữ 6 tháng 11 2012. Truy cập 3 tháng 12 2009.
- "Australia defies China to host Uighur leader Rebiya Kadeer". The Daily Telegraph. London. ngày 31 tháng 7 năm 2009. Bản gốc lưu trữ ngày 23 tháng 5 năm 2010. Truy cập ngày 29 tháng 1 năm 2010.
- "Minority riots erupt in China's west, media reports 140 deaths". The Indian Express. Associated Press. ngày 6 tháng 7 năm 2009. Bản gốc lưu trữ ngày 10 tháng 7 năm 2009. Truy cập ngày 5 tháng 9 năm 2009.
- "China riots: 156 dead in ethnic unrest". The Sydney Morning Herald. ngày 7 tháng 7 năm 2009. Truy cập ngày 27 tháng 5 năm 2021.
- "Aid Fuels Change of Fortunes on Silk Road". The New York Times. ngày 14 tháng 11 năm 2010. Bản gốc lưu trữ ngày 9 tháng 10 năm 2016.
- "China taking appropriate measures in Xinjiang: Cambodian gov't". Thời báo Hoàn Cầu. ngày 13 tháng 7 năm 2009. Truy cập ngày 27 tháng 5 năm 2021.
- "Top leaders pledge to keep stability in Xinjiang". Thời báo Hoàn Cầu. ngày 14 tháng 7 năm 2009. Truy cập ngày 27 tháng 5 năm 2021.
- "Tension runs high as China cracks down on Uighur riot". Today's Zaman. ngày 7 tháng 7 năm 2009. Bản gốc lưu trữ ngày 8 tháng 3 năm 2012. Truy cập ngày 5 tháng 4 năm 2011.
- Tran, Tini (ngày 20 tháng 7 năm 2009). "After riots, China to promote anti-separatist laws". Taiwan News. Associated Press. Bản gốc lưu trữ ngày 27 tháng 5 năm 2021. Truy cập ngày 18 tháng 1 năm 2010.
- "Number of injured in Urumqi riot increases to 1,680". Trung tâm Tin tức Internet Trung Quốc. ngày 13 tháng 7 năm 2009. Truy cập ngày 26 tháng 5 năm 2021.
- "UN human rights chief alarmed by 'major tragedy' in western China". UN News Centre. ngày 7 tháng 7 năm 2009. Bản gốc lưu trữ ngày 3 tháng 3 năm 2016. Truy cập ngày 24 tháng 5 năm 2021.
- Ward, Mark (ngày 6 tháng 7 năm 2009). "China clampdown on tech in Urumqi". BBC News. Bản gốc lưu trữ ngày 29 tháng 6 năm 2010. Truy cập ngày 18 tháng 1 năm 2010.
- Watts, Jonathan (ngày 12 tháng 10 năm 2009). "China sentences six men to death over ethnic riots". The Guardian. London. Bản gốc lưu trữ ngày 8 tháng 9 năm 2013. Truy cập ngày 18 tháng 1 năm 2010.
- "Cable: 09BEIJING2041_a". Wikileaks. Bản gốc lưu trữ ngày 11 tháng 1 năm 2016. Truy cập ngày 21 tháng 10 năm 2015.
- "Cable: 09BEIJING2185_a". Wikileaks. Bản gốc lưu trữ ngày 11 tháng 1 năm 2016. Truy cập ngày 21 tháng 10 năm 2015.
- Wines, Michael (ngày 23 tháng 8 năm 2009). "Without Explanation, China Releases 3 Activists". The New York Times. Bản gốc lưu trữ ngày 7 tháng 2 năm 2020. Truy cập ngày 25 tháng 8 năm 2009.
- Wines, Michael (ngày 27 tháng 8 năm 2009). "China Approves New Law Governing Armed Police Force". The New York Times. Bản gốc lưu trữ ngày 9 tháng 10 năm 2016. Truy cập ngày 28 tháng 8 năm 2009.
- Wines, Michael (ngày 7 tháng 7 năm 2009). "In Latest Upheaval, China Applies New Strategies to Control Flow of Information". The New York Times. Lưu trữ bản gốc ngày 31 tháng 1 năm 2013. Truy cập ngày 27 tháng 5 năm 2021.
- Wong, Edward (ngày 10 tháng 7 năm 2009). "China Raises Death Toll in Ethnic Clashes to 184". The New York Times. Lưu trữ bản gốc ngày 8 tháng 9 năm 2020. Truy cập ngày 26 tháng 5 năm 2021.
- Wong, Edward (ngày 15 tháng 5 năm 2010). "After Long Ban, Western China Is Back Online". The New York Times. Bản gốc lưu trữ ngày 17 tháng 3 năm 2021. Truy cập ngày 26 tháng 5 năm 2021.
- Wong, Edward (ngày 25 tháng 8 năm 2009). "Chinese President Visits Volatile Xinjiang". The New York Times. Bản gốc lưu trữ ngày 14 tháng 10 năm 2019. Truy cập ngày 4 tháng 9 năm 2009.
- Wong, Edward (ngày 5 tháng 7 năm 2009). "Riots in Western China Amid Ethnic Tension". The New York Times. Bản gốc lưu trữ ngày 28 tháng 12 năm 2013. Truy cập ngày 5 tháng 7 năm 2009.
- Zhao, Mindong (ngày 9 tháng 7 năm 2009). "Kindness found amid the violence". Shanghai Daily. Truy cập ngày 26 tháng 5 năm 2021.

### Tin tức
- Tân Hoa Xã đưa tin
- Bản tin CCTV (bằng tiếng Trung Quốc)
- Timeline: Xinjiang unrest, BBC

### Đa phương tiện
- Ethnic clashes in Urumqi, China, The Boston Globe
- Video về sự kiện ở Thiều Quan